# Geographie Ecuadors

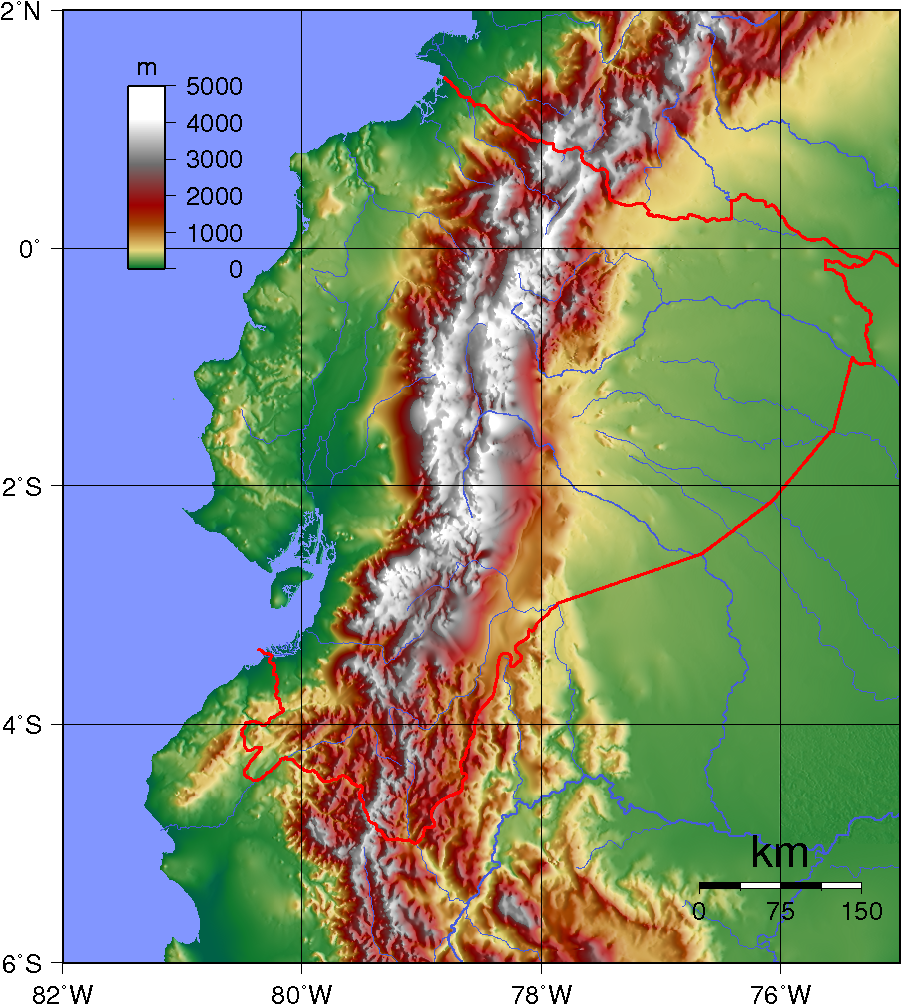
Topographische Karte von Ecuador.

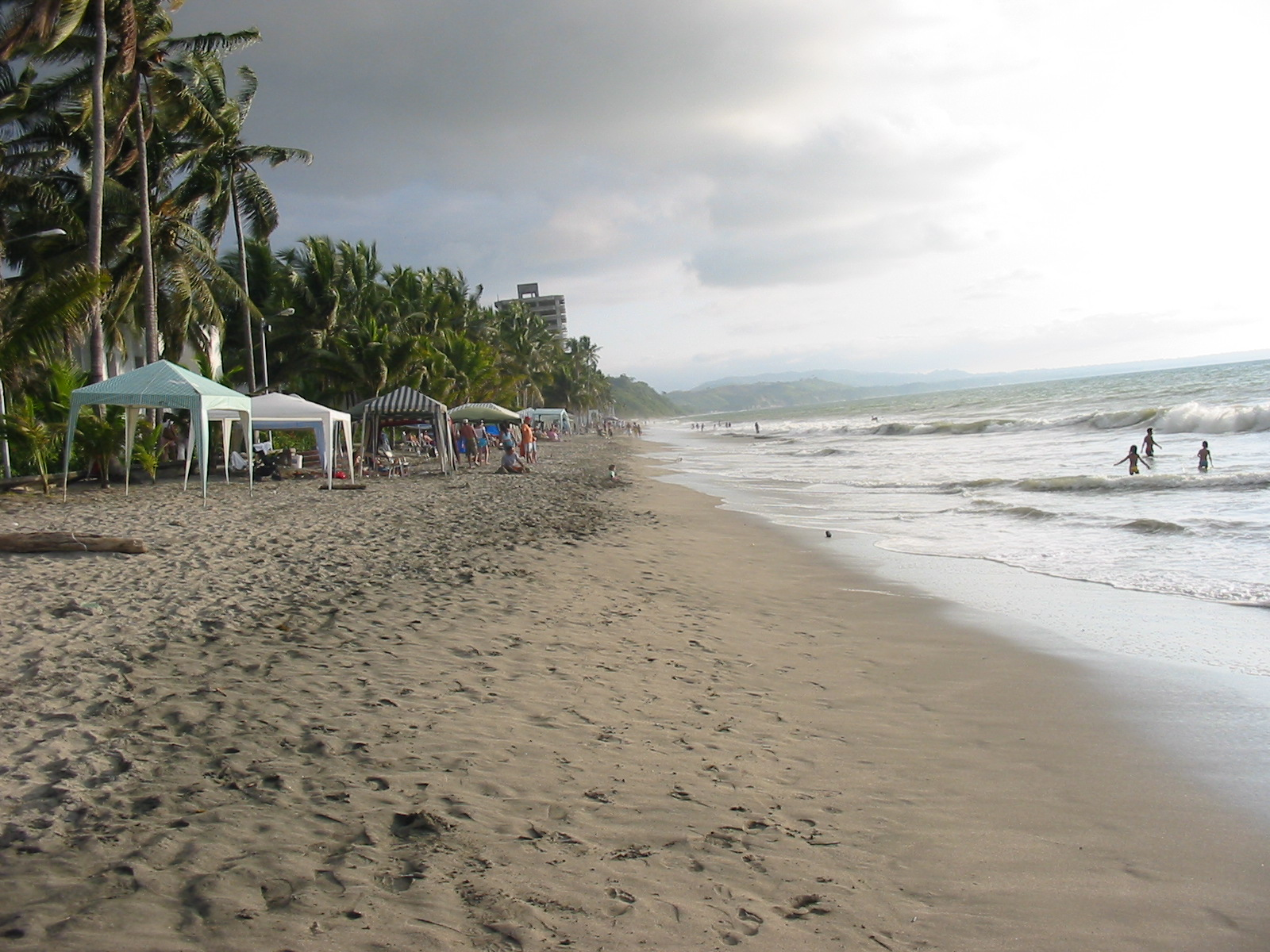
Esmeraldas in der Costa

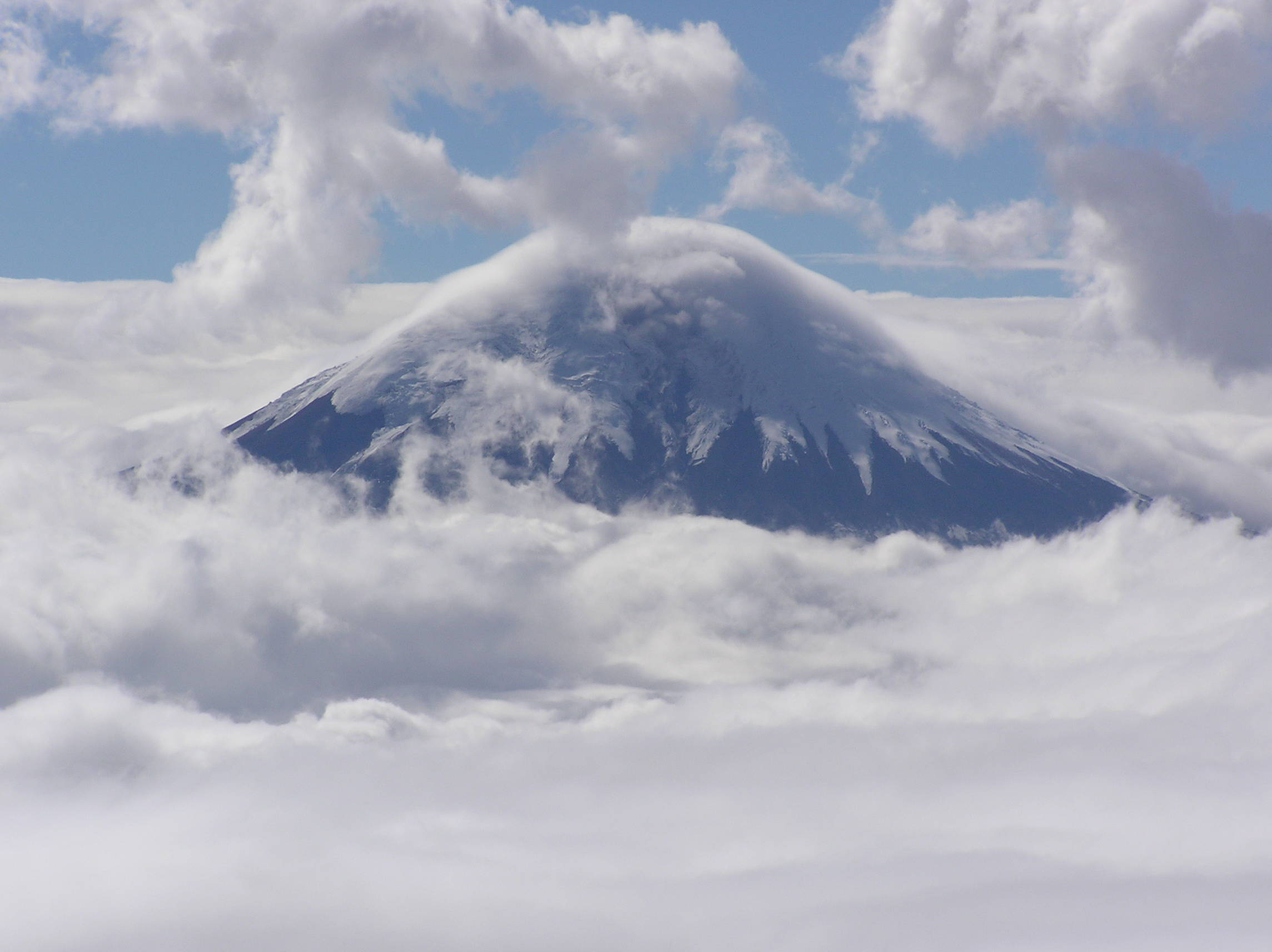
Der zweithöchste Berg des Landes: Der aktive Vulkan Cotopaxi in der Sierra

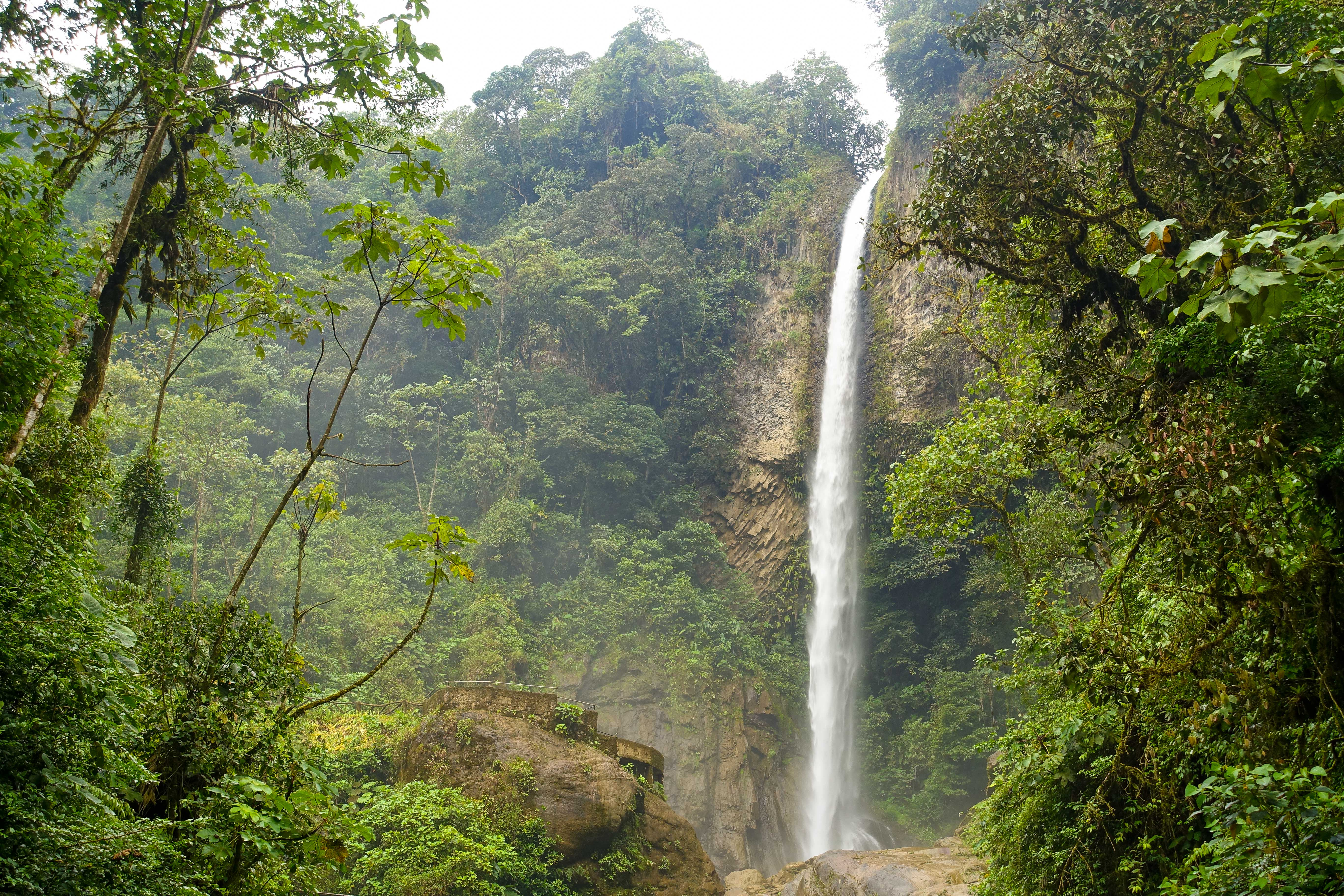
Zahllose Wasserfälle prägen die extrem artenreichen Andenhänge

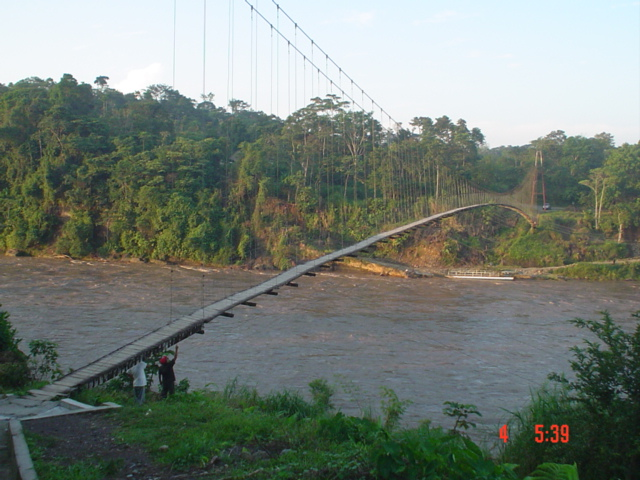
Hängebrücke über den Río Aguarico in Sucumbíos im Oriente

Ecuador liegt im Nordwesten von Südamerika und ist geographisch, topographisch, klimatisch und ethnisch eines der vielfältigsten Länder der Erde. Schon Alexander von Humboldt bemerkte vor 200 Jahren, dass die einzige Konstante in der Geographie Ecuadors ihre Vielfalt ist. Ecuador grenzt an Kolumbien, an Peru und an den Pazifischen Ozean. Die Landesfläche beträgt mit 280.000 km² etwa die von Westdeutschland. Der auf dem Äquator gelegene Staat lässt sich in vier völlig unterschiedliche geographische Zonen aufteilen:
- den westlichen Küstenbereich (Costa), bestehend aus Schwemmland und einem niedrigen Küstengebirge und dominiert durch den Río Guayas
- die zentrale Andenregion (Sierra), bestehend aus zwei Andenkordilleren und dem Hochtal dazwischen, geprägt von starkem Vulkanismus
- das östliche Amazonas-Tiefland (Oriente), bestehend aus den Osthängen der Anden und dem dünn besiedelten Amazonasbecken
- die 1000 km vor der Küste gelegenen Galápagos-Inseln.

Innerhalb dieser Zonen gibt es eine Vielzahl verschiedener Klimabereiche, die sich vor allem durch unterschiedliche Niederschlagsmengen und -zeiten unterscheiden. Neben tropischen ariden und semiariden Gebieten in der südlichen Costa im Einflussbereich des Humboldt-Stroms gibt es feucht-tropische Regionen im Nordwesten und im Oriente, sowie subtropische, gemäßigte und kalte Gebiete mit starken Tag-Nacht-Temperaturschwankungen in der Sierra. Ecuador liegt am Pazifischen Feuerring an der Grenze zwischen Nazca-Platte und Südamerikanischer Platte. Folge davon sind zahlreiche aktive und erloschene Vulkane, darunter mit dem Chimborazo (6263 m) den weitesten Punkt vom Erdmittelpunkt und mit dem Cotopaxi (5897 m) den höchsten aktiven Vulkankegel der Erde. Ecuador beherbergt mit den enorm artenreichen Gebirgsregen-, Wolken- und Nebelwäldern der Anden-Osthänge das zweitwertvollste Megadiversitätszentrum der Erde und rangiert damit unter den 17 Megadiversity-Ländern.

## Grenzen und Fläche
Ecuador liegt im Nordwesten des südamerikanischen Kontinents zwischen 01° 27’ 06" nördlicher und 05° 00’ 56" südlicher Breite sowie 75° 11’ 49" und 81° 00’ 40" westlicher Länge. Ecuador grenzt im Norden an Kolumbien, im Osten und Süden an Peru und im Westen an den Pazifischen Ozean. Die Grenze mit Kolumbien misst 590 km, die mit Peru 1420 km und die Küstenlinie 2237 km. Von Norden nach Süden misst das Land etwa 600 km, von Osten nach Westen beinahe genauso viel. Mit 283.560 km² Fläche (inklusive Galápagos) – davon 6720 km² Wasserfläche – ist Ecuador nach Surinam, Uruguay und Guayana der viertkleinste Staat Südamerikas und etwa so groß wie Westdeutschland. Die Nachbarstaaten Peru und Kolumbien sind beide etwa vier Mal so groß wie Ecuador, Brasilien ist fast 30 Mal so groß.

## Costa

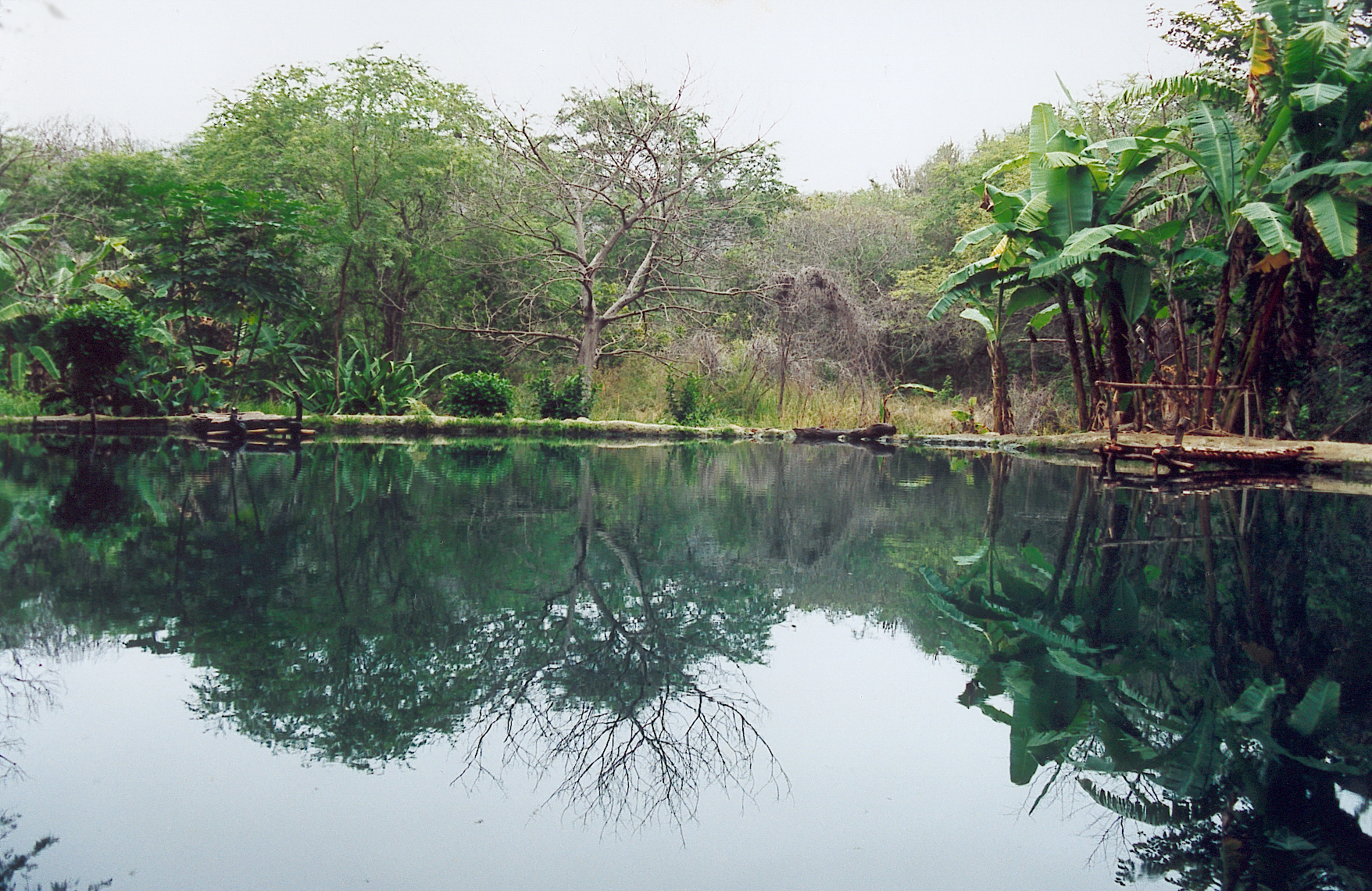
Tropische Küstenregion bei Agua Blanca.

Die Costa (deutsch: Küste) ist der westliche Teil Ecuadors und ist etwa 80.000 km² groß. Auf gut einem Viertel der Landesfläche leben etwa die Hälfte der Ecuadorianer.

### Geologie und Orografie
Die Costa besteht aus fruchtbaren Schwemmebenen und welligen Hügellandschaften von etwa 500 km Länge und bis zu 200 km Breite. Durch die Costa verläuft das bis zu 900 m hohe Küstengebirge Cordillera Costanera, das in Guayas in den Gebirgszug Cordillera de Chongón-Colonche übergeht. Die südliche Costa wird durch das Flusssystem des 60 km langen Río Guayas und dessen Zuflüsse Río Babahoyo und Río Daule geprägt, das mit mehr als 36.000 km² größte Wassereinzugssystem der amerikanischen Pazifikküste. Das Delta des Río Guayas bildet den größten natürlichen Hafen an Südamerikas Westküste. Der Abfluss beträgt durchschnittlich 1144 m³/s, das ist etwa die Hälfte des Rheins. Damit fließen über den Río Guayas 39 % aller Niederschläge in der Costa ab. Weiter nördlich fließen der Río Esmeraldas, der Río Cayapas und der Río Chone in Richtung Pazifik sowie ganz im Süden der Río Jubones. Klimatisch lässt sie sich in zwei Regionen einteilen, deren Grenze etwa bei Manta verläuft: der tropisch-feuchte Norden und der semiaride Süden. Grund für die Teilung ist der antarktische Humboldt-Strom, der sich bei etwa 1 Grad südlicher Breite von der südamerikanischen Küste entfernt und nach Westen in die Weite des Pazifiks abdreht.

### Politische Gliederung
Die Costa setzt sich (von Norden nach Süden) aus den Provinzen Esmeraldas, Manabí, Los Ríos, Guayas und El Oro, und zusammen. Außerdem sind geographisch wichtige Teile von Pichincha zur Costa zu rechnen. In der Costa befindet sich mit Guayaquil auch die größte Stadt und das wirtschaftliche Zentrum des Landes. Weitere wichtige Städte des Küstenregion sind der Ölhafen Esmeraldas, der Fischereihafen Manta, Portoviejo, der Bananenumschlagplatz Machala sowie Durán auf der anderen Flussseite von Guayaquil.

### Landwirtschaft
Die wichtigsten landwirtschaftlichen Produkte sind Kaffee (170.000 ha Anbaufläche vor allem in Manabí), Kakao (130.000 ha in Los Ríos und Guayas), Bananen (50.000 in El Oro und Guayas), Reis (200.000 ha in Guayas und Los Ríos), Hartmais (maíz duro) (100.000 ha in Manabí, Los Ríos und Guayas), Zuckerrohr (40.000 ha in Guayas), Ölpalmen (30.000 ha im westlichen Pichincha) und Baumwolle (30.000 ha in Guayas und Manabí). Außer Erdöl und Schnittblumen werden praktisch alle Exportprodukte in der Costa hergestellt, seien sie Agrar- oder Industrieprodukte. Die Shrimps-Zucht bedroht die Mangroven-Wälder an der Küste. Heftig umstritten in der Region ist auch der US-Militärstützpunkt in Manta, der zur Coca-Bekämpfung in Kolumbien im Rahmen des Plan Colombia eingesetzt wird.
Insgesamt werden in Ecuador lediglich 87.000 ha landwirtschaftliche Nutzfläche bewässert. Mit mehr als 10 % der Landesfläche hat Ecuador relativ die größte landwirtschaftliche Nutzfläche Südamerikas.

## Sierra

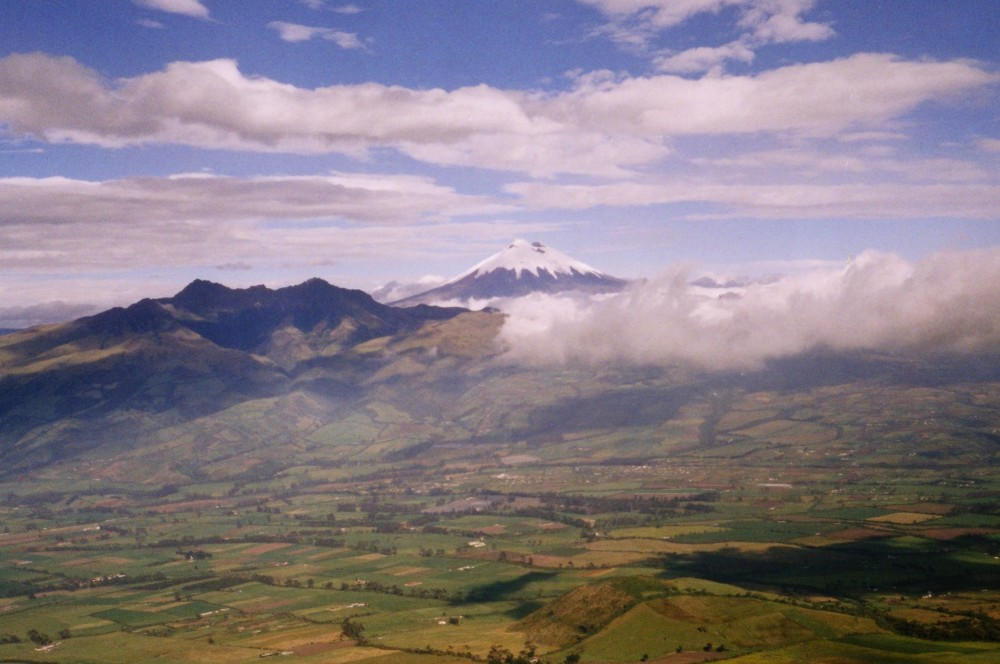
Der Cotopaxi und der Rumiñahui in der Sierra

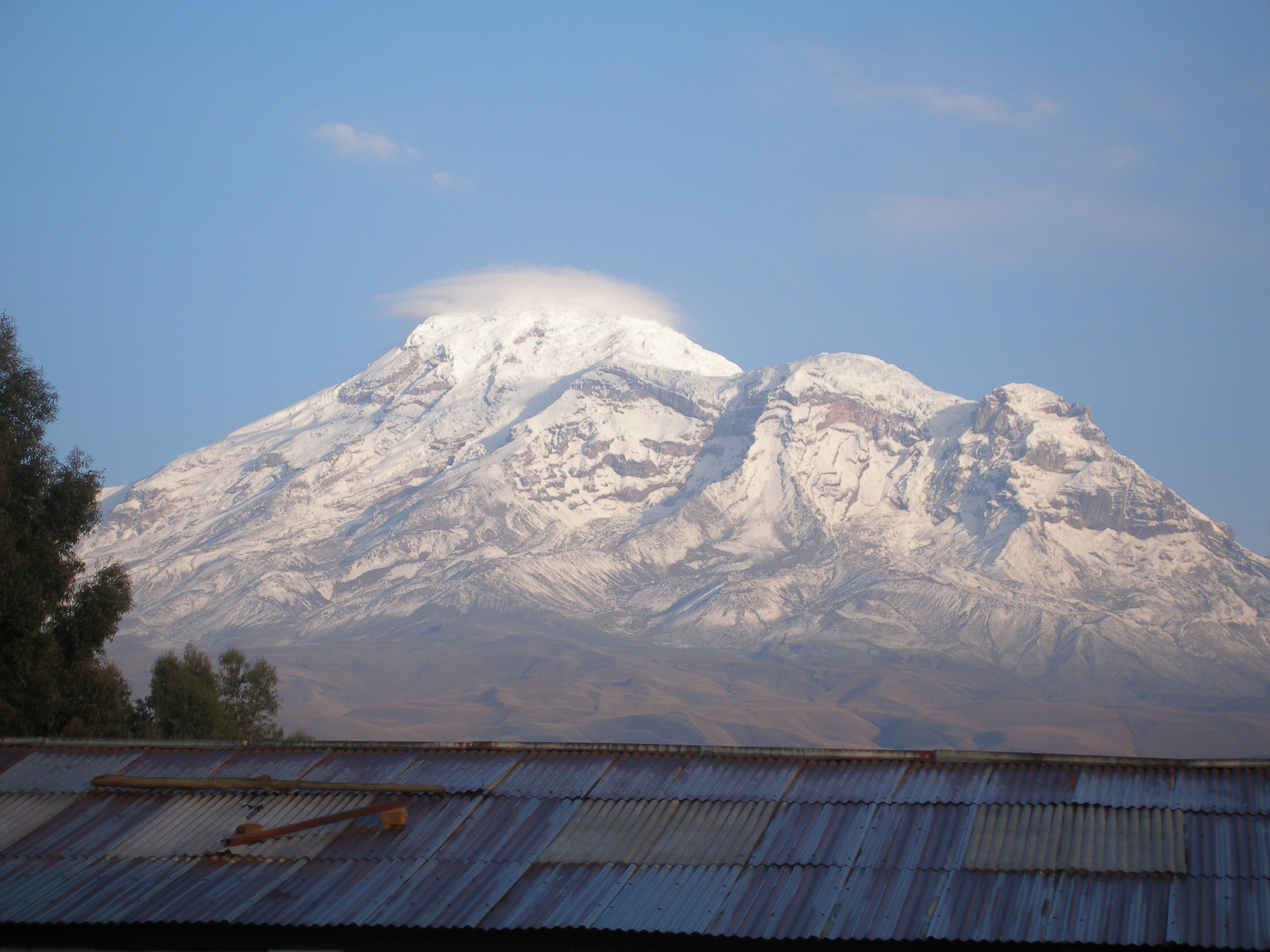
Der Chimborazo

Die andine Region des Landes wird in Ecuador als Sierra (Gebirge) bezeichnet und ist mehr als 80.000 km² groß. Traditionell die bevölkerungsreichste Region, leben hier heute noch 38 % der Ecuadorianer.

### Geologie
Die Sierra besteht aus den beiden Gebirgszügen Cordillera Occidental und Cordillera Real bzw. Central oder Oriental sowie dem dazwischen liegenden Hochtal (manchmal altiplano genannt). Die Cordillera Occidental ist generell niedriger, beheimatet aber den höchsten Berg Ecuadors, den Chimborazo. Der höchste Berg der Cordillera Central ist der fast 5900 m hohe Cotopaxi. Das Hochtal befindet sich auf 1800 bis 3200 m Höhe und ist etwa 500 km lang sowie 20–30 km breit und beheimatet eine Reihe mittelhoher interandiner Berge. Aufgrund des regen Vulkanismus nannte Alexander von Humboldt den Talabschnitt zwischen Quito im Norden und Riobamba im Süden 1802 „Straße der Vulkane“. Das Hochtal ist durch Bergriegel (nudos) in sieben oder acht Talkessel (cuencas oder hoyas) unterteilt; andere Autoren zählen bis zu zwölf solcher Kessel. Mit Ausnahme von Guaranda liege alle größeren Städte der Region in solchen Talkesseln. Die cuencas sind nach Flüssen und Orten benannt, nämlich (von Nord nach Süd) dem Río Chota (siehe Chota-Tal), dem Río Guayllabamba, dem Río Pastaza, dem Río Paute, dem Ort Girón (bzw. dem Ort und Fluss Río Yunguilla) und dem Río Catamayo (bzw. dem Catamayo und dem Río Chira als binationales Becken mit Peru). Im Guayllabamba-Becken liegt Quito, die nach La Paz (Bolivien) zweithöchstgelegene Hauptstadt der Welt. Im Süden Ecuadors sind die zwei Kordilleren weniger eindeutig zu unterscheiden als im Zentrum und im Norden.

### Politische Gliederung

Verwaltungsgliederung (Provinzen)

Politisch ist die Sierra in die Provinzen Azuay, Bolívar, Cañar, Carchi, Cotopaxi, Chimborazo, Imbabura, Loja, dem östlichen Pichincha und Tungurahua unterteilt. Die wichtigsten Städte der Sierra sind (von Norden nach Süden) Tulcán, Ibarra, Otavalo, Quito, Latacunga, Ambato, Riobamba, Azogues, Cuenca und Loja. Quito liegt auf 2800 m Höhe und ist damit nach La Paz (Bolivien) die zweithöchstgelegene Hauptstadt der Welt.

### Landwirtschaft
Die wichtigsten landwirtschaftlichen Produkte der Region sind Milch, Kartoffeln (etwa 40.000 ha), Trockenmais (maíz seco) (etwa 100.000 ha), Gerste (25.000 ha in Chimborazo), Manilahanf (Abaca) (14.000 ha in Pichincha) und Schnittblumen, vor allem Rosen (nördliches Pichincha bei Cayambe und Chimborazo). Weite Teile der Sierra haben mit Milchkühen und grünen Weiden ein Landschaftsbild, das den bayerischen Voralpen nicht unähnlich ist.

## Oriente

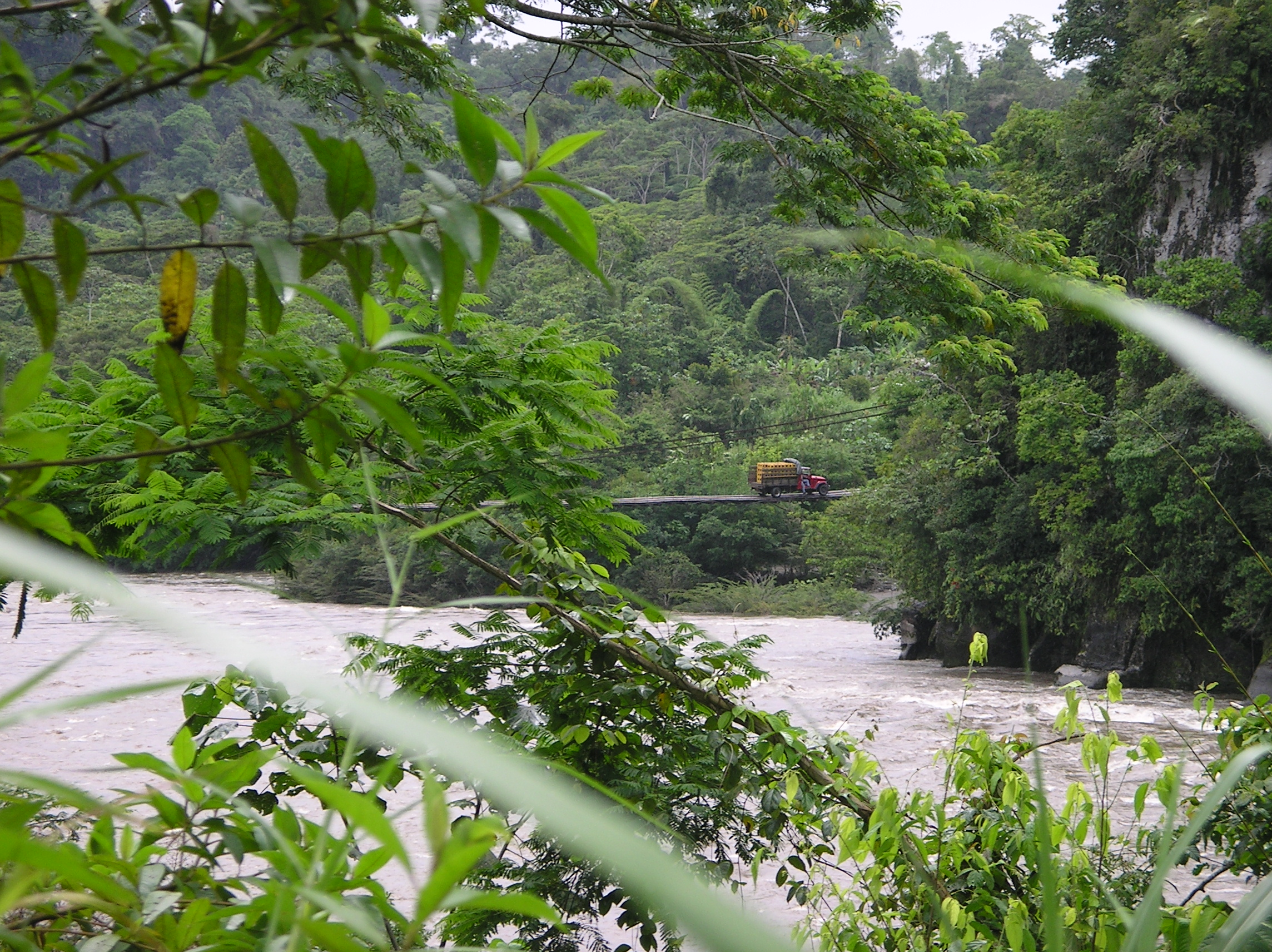
Brücke über den Río Pastaza zwischen Macas und Puyo

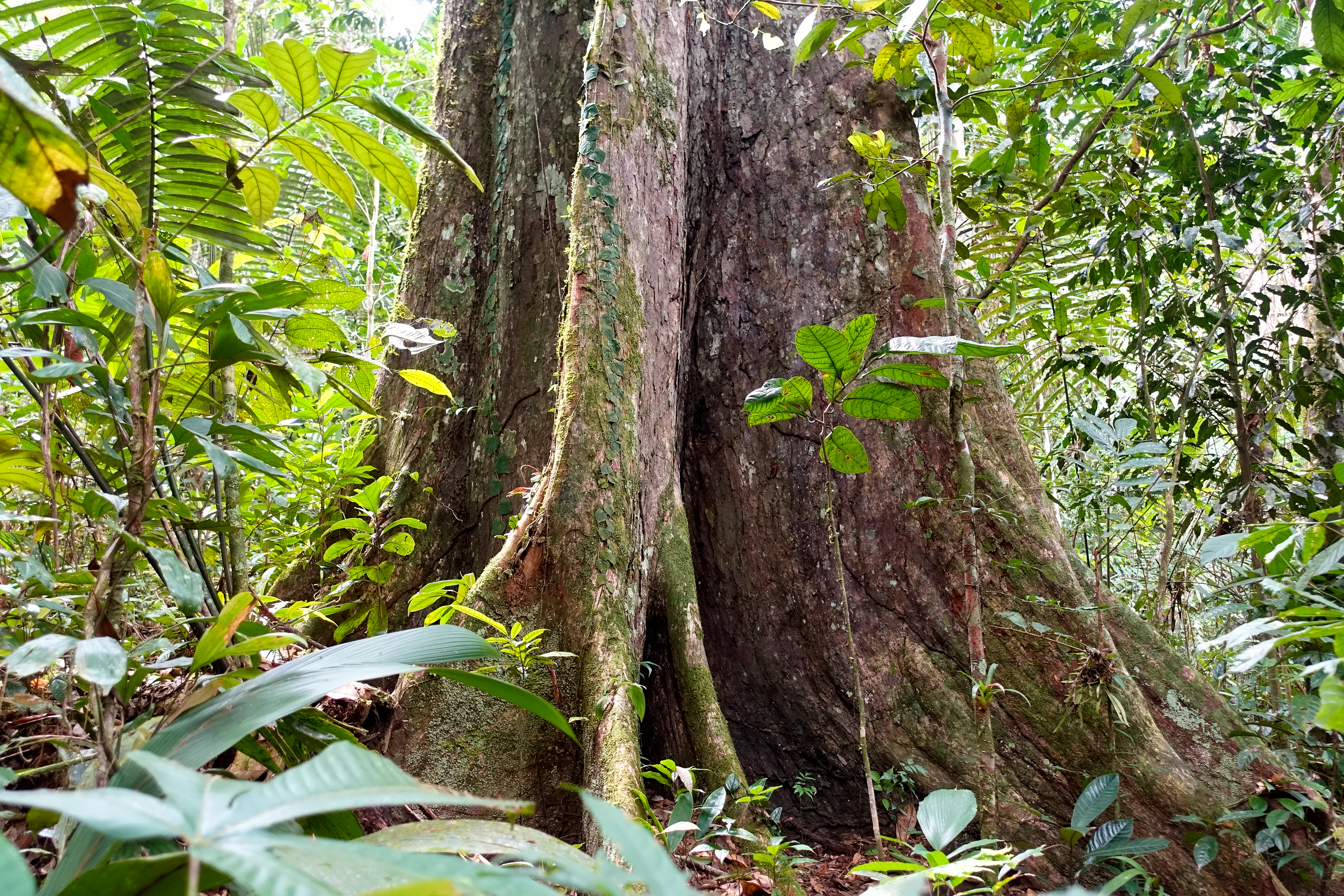
Wurzeln eines „Urwaldriesen“ im tropischen Regenwald

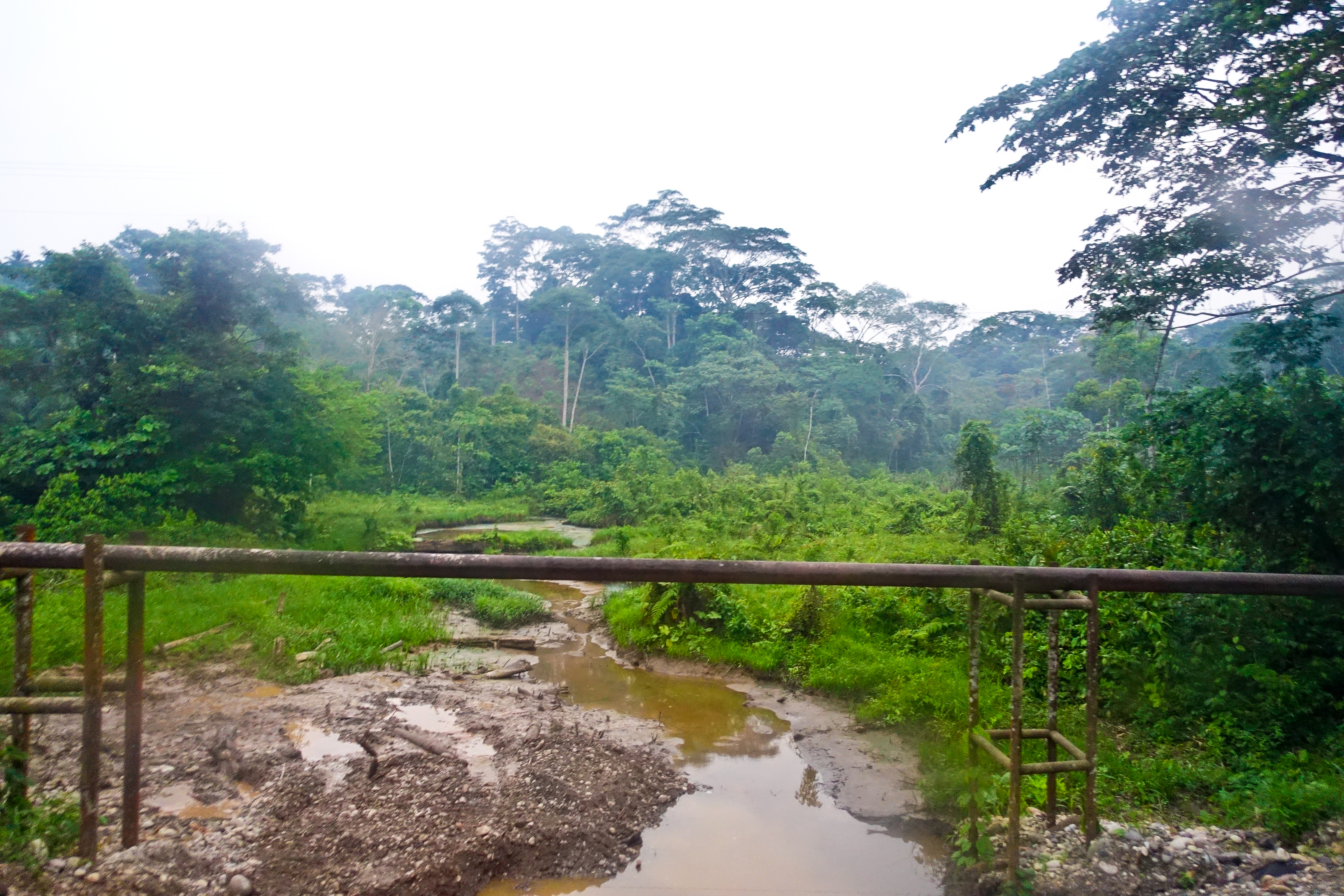
Pipeline im Oriente nahe Lago Agrio

### Geologie
Im Osten des Landes, dem Oriente (Osten), liegen die Regenwälder des Amazonasbeckens. Die Region ist fast 100.000 km² groß, aber nur äußerst dünn besiedelt. Durch den Krieg mit Peru 1941/42 verlor Ecuador etwa 200.000 km² Amazonasgebiet (40 % der damaligen Landesfläche) und einen Zugang zum Amazonas; allerdings stand dieses Gebiet niemals unter effektivem staatlichem Einfluss. Der Oriente lässt sich in die dicht bewaldeten Ausläufer der Anden mit den drei Vulkanen Sumaco, Pan de Azúcar und Reventador, der Subkordilleren Cordillera de Galeras und Cordillera del Cóndor sowie die tiefer gelegene (unter 400 m) und flache Amazonasebene unterteilen. Alle Flüsse des Oriente sind Zuflüsse des Amazonas. Die wichtigsten von ihnen sind der 850 km lange Napo, der Coca, der Pastaza, der Grenzfluss zu Kolumbien Putumayo und der Aguarico. Bei Agoyán bildet der Río Pastaza den mit 60 Meter Fallhöhe größten Wasserfall Ecuadors. Das Klima der Region ist feucht-heißes tropisches Klima.

### Politische Gliederung
Politisch ist die Region in sechs Provinzen unterteilt, von Norden nach Süden Sucumbíos, Napo, Orellana, Pastaza, Morona Santiago und Zamora Chinchipe, wobei Teile der westlichen Provinzen zur Sierra zu rechnen sind. Die wichtigsten Städte liegen am Andenosthang (Tena, Puyo, Macas, Zamora) und im Erdölfördergebiet in Sucumbíos (Nueva Loja mit dem alten Namen Lago Agrio). Während die Andenosthänge schon länger unter staatlichem Einfluss stehen und durch Straßen an die Sierra angebunden sind, trifft dies für die Erdölregionen erst seit den 1960er Jahren zu und für südöstlichere Gebiete bis heute nur eingeschränkt.

### Landwirtschaft und Erdöl
Die landwirtschaftliche Produktion ist, abgesehen von Maniok (Yuca), ausschließlich für den lokalen Markt von Bedeutung. 1967 wurde von dem US-amerikanischen Konsortium Texaco-Gulf im Oriente Erdöl gefunden. Seitdem fünf Jahre später eine Pipeline zum Pazifik fertiggestellt wurde, ist Ecuador ein wichtiger Erdölproduzent. Ecuador produziert 509.000 Fass Erdöl am Tag (25 Millionen Tonnen pro Jahr). Damit produziert es etwa 0,6 % der Weltproduktion und liegt weltweit an 30. und in Südamerika nach Venezuela, Brasilien und Argentinien an vierter Stelle. Ecuador verbraucht etwa 160.000 Fass am Tag und exportiert damit fast 70 % seiner Produktion. Die gesicherten Reserven betragen 4,5 Milliarden Fass, die theoretische Förderreichweite damit etwa 25 Jahre. Gemessen an den Reserven belegt Ecuador den 25. Platz weltweit und den dritten in Südamerika (noch vor Argentinien).
Das Erdöl wird über zwei Pipelinesysteme zum Pazifik transportiert, die insgesamt 3346 km lang sind. Die erste Pipeline (Sistema de Oleoductos Trans-ecuatoriano de Petroecuador, SOTE) wurde 1972 eingeweiht und endet am Erdölhafen Balao bei Esmeraldas. Sie verläuft von Nueva Loja über den Paso de Papallacta durch den Süden von Quito nach Esmeraldas und hat eine Kapazität von 400.000 bpd. 1987 war die Pipeline wegen eines Erdbebenschadens mehr als sechs Monate außer Betrieb. Die zweite wichtige Pipeline Oleoducto de Crudos Pesados (OCP) wurde 2003 eingeweiht. Das OCP wurde von der WestLB mitfinanziert und steht in der Kritik von Umweltschützern. Es verläuft ebenfalls von Nueva Loja nach Esmeraldas, allerdings nicht die gesamte Zeit parallel zur SOTE. Die Kapazität des OCP beträgt 450.000 bpd, die Gesamtlänge beträgt 503 km. Außerdem wird in kleinerem Umfang das Oleoducto Transandino de Colombia (oder TransAndino) genutzt, das das Öl über Tumaco an den Pazifik bringt.
Mehr als 99 % der Produktion wird im Oriente gefördert, fast alles in Sucumbíos. 86 % davon fördert Petroecuador, der Rest eine Reihe ausländischer Firmen. Die wichtigsten Felder heißen Shushufindi-Aguarico, Sacha und Libertador. Die Raffineriekapazitäten des Landes liegen momentan bei 177.000 bpd, davon 110.000 in Esmeraldas, 46.000 in La Libertad und 21.000 im Oriente. Eine vierte Raffinerie mit 200.000 bpd ist geplant. Öl und Erdgas decken 70 % des Primärenergiebedarf des Landes, der Rest wird durch Biomasse und Wasserkraft gedeckt.

## Galápagos

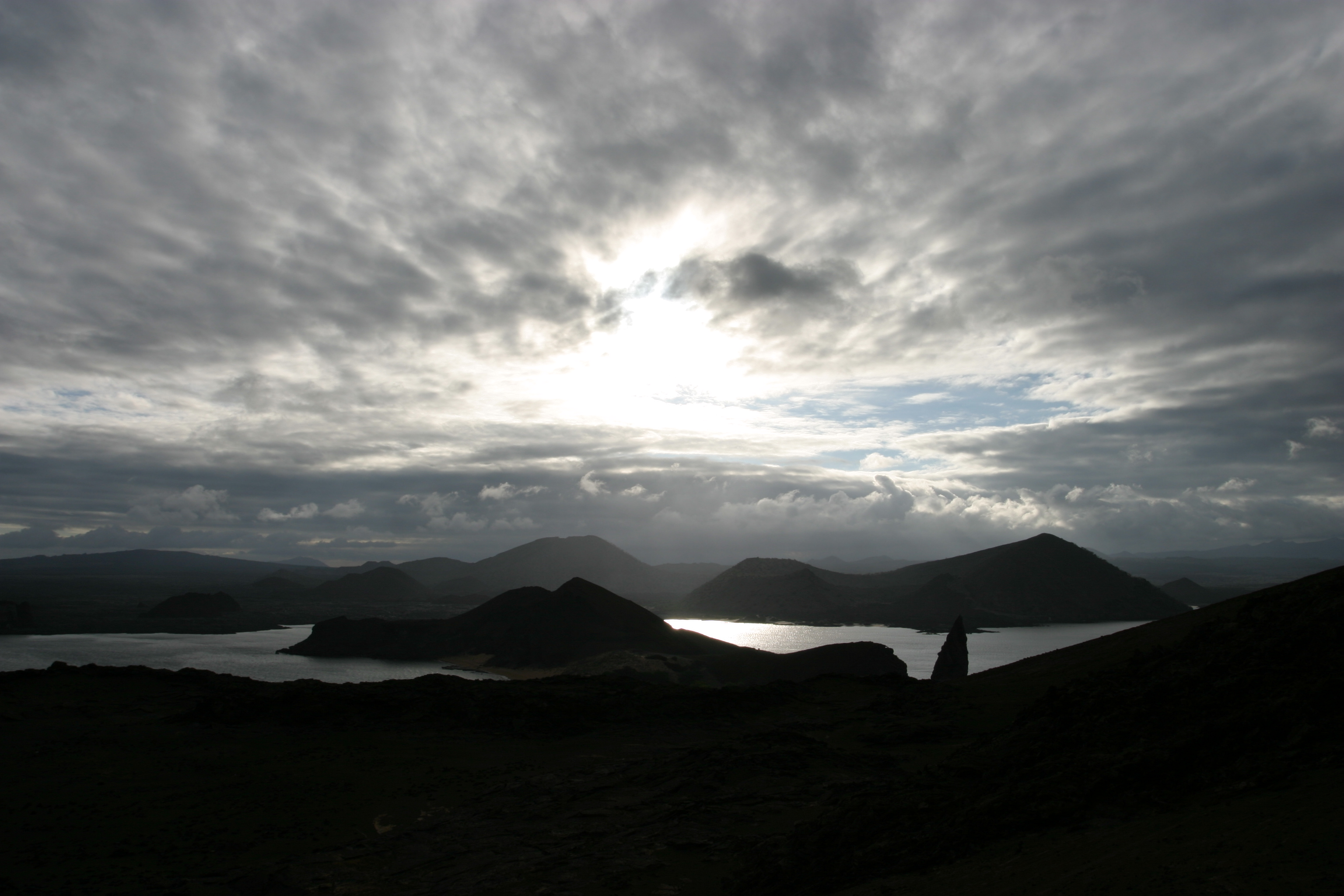
Galápagos-Insel Bartolomé

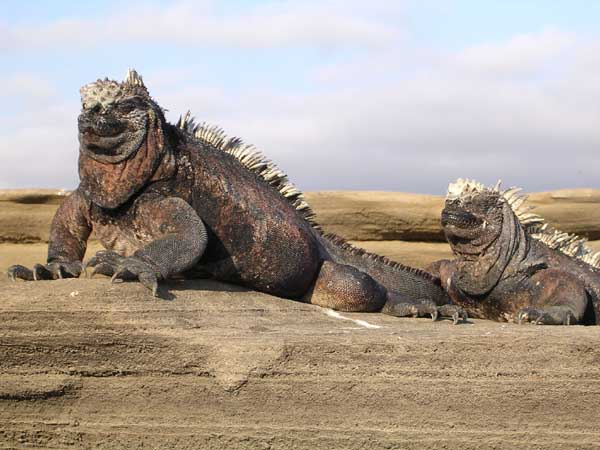
Leguan

Hauptartikel: Galápagos-Inseln

### Geologie
Die vierte geographische Zone Ecuadors sind die ca. 1000 km vom Festland entfernt im Pazifik gelegenen Galápagos-Inseln, die offiziell Archipiélago de Colón heißen. Ähnlich wie Hawaii sind die Inseln geologisch sehr jung (zwischen 700.000 und 3 Millionen Jahre) und ozeanisch-vulkanischen Ursprungs, das heißt, sie hatten niemals in ihrer Geschichte Kontakt zum Festland. Die Gesamtfläche der auf 320 km verstreuten Inselgruppe beträgt mehr als 8000 km², von denen über die Hälfte auf die Hauptinsel Isabela entfällt. Im Nordteil der Inseln, genau auf dem Äquator, liegt mit dem Vulkan Wolf (1707 m) auch die höchste Erhebung von Galápagos.

### Fauna und Flora
Auf der Inselgruppe hat sich eine weltweit einzigartige Pflanzen- und Tierwelt erhalten, darunter die Riesenschildkröten, denen die Inseln ihren Namen verdanken (lat. galopegoes für Schildkröten, erstmals gebraucht 1574), Leguane und Südamerikanische Seelöwen.

### Besiedlung und Wirtschaft
Galápagos wurde ab Ende des 16. Jahrhunderts von Piraten, ab Ende des 18. Jahrhunderts von Walfängern als Basis benutzt, bis Ende des 19. Jahrhunderts eine dauerhafte Besiedlung einsetzte. Heute hat die Inselgruppe knapp 30.000 Einwohner und besitzt keinerlei bedeutende landwirtschaftliche oder industrielle Produktion. Der Tourismus spielt bei mehr als 80.000 Besuchern im Jahr wirtschaftlich eine überragende Rolle.

## Klima

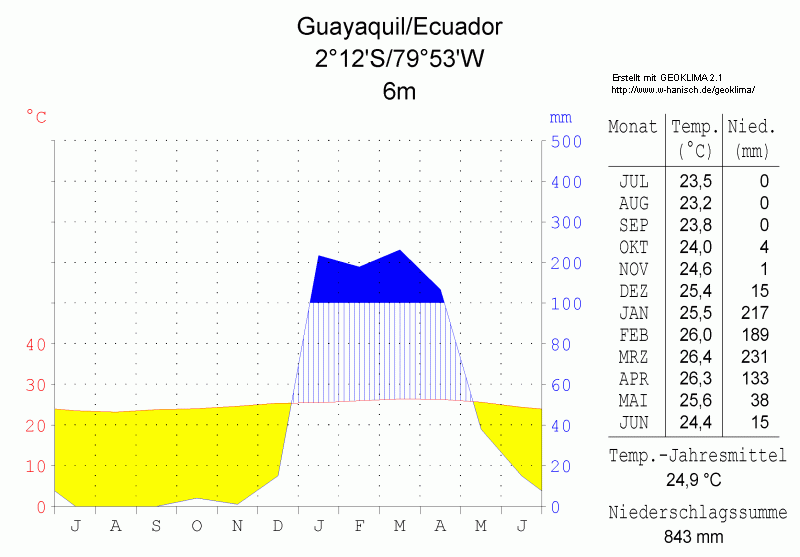
Klimadiagramm von Guayaquil in der Costa

Klimazonen

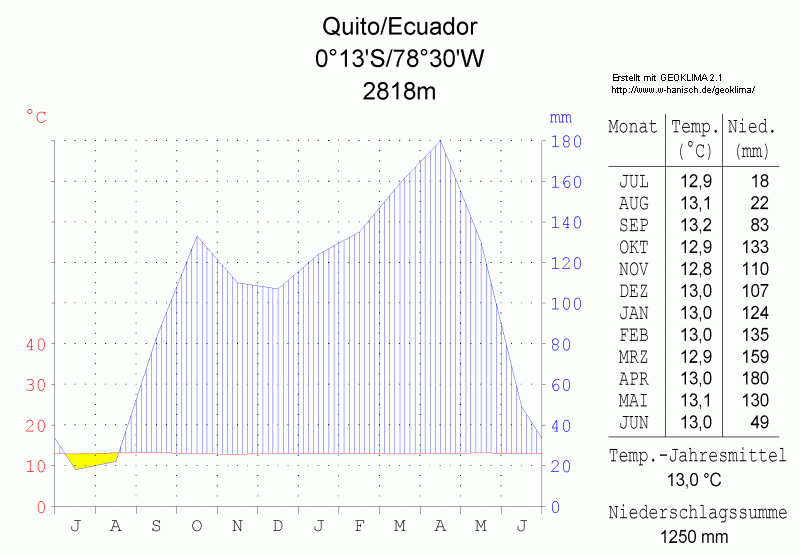
Klimadiagramm von Quito in der Sierra

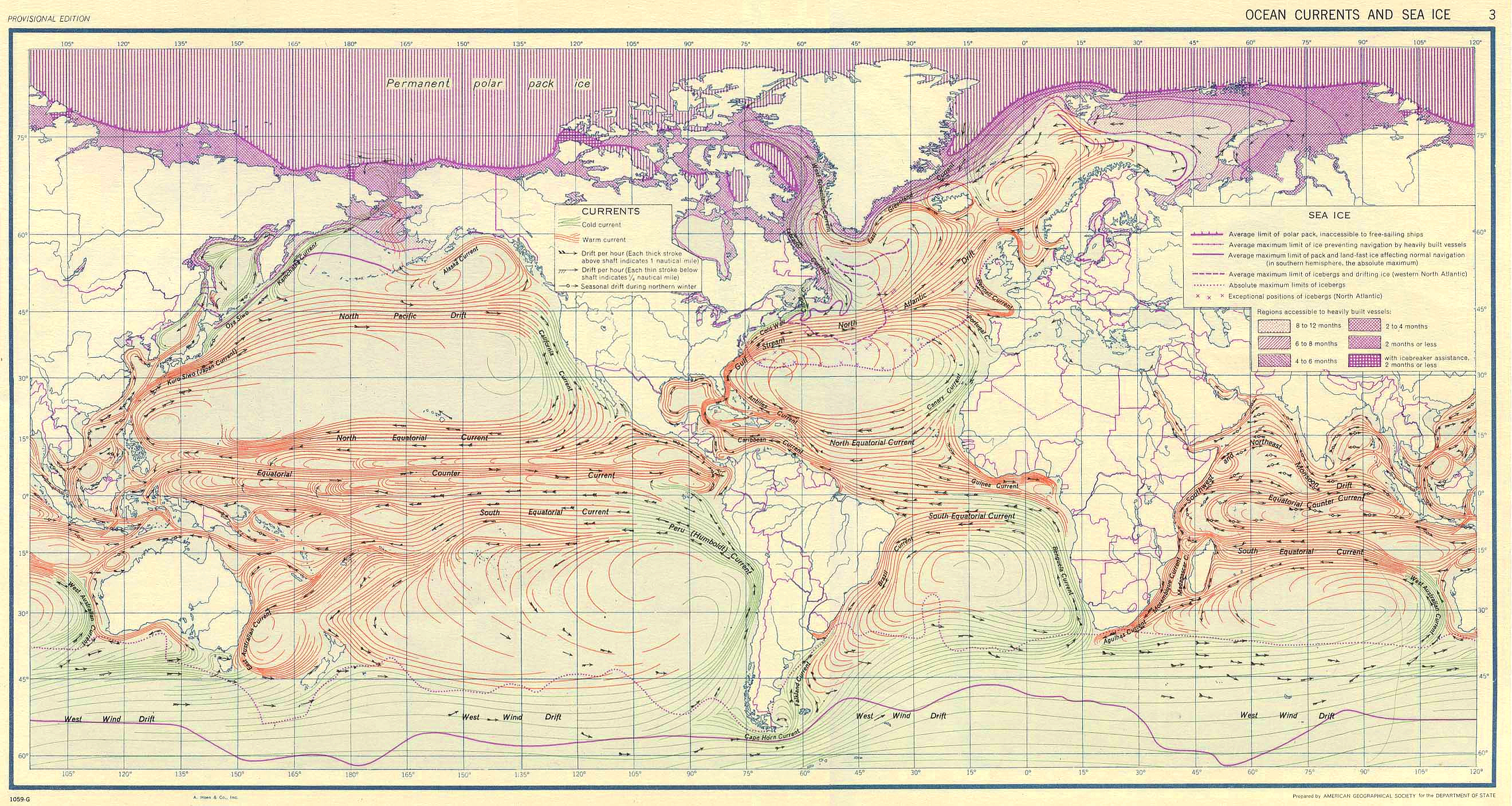
Der Humboldt-Strom fließt an der Pazifikküste Südamerikas nordwärts

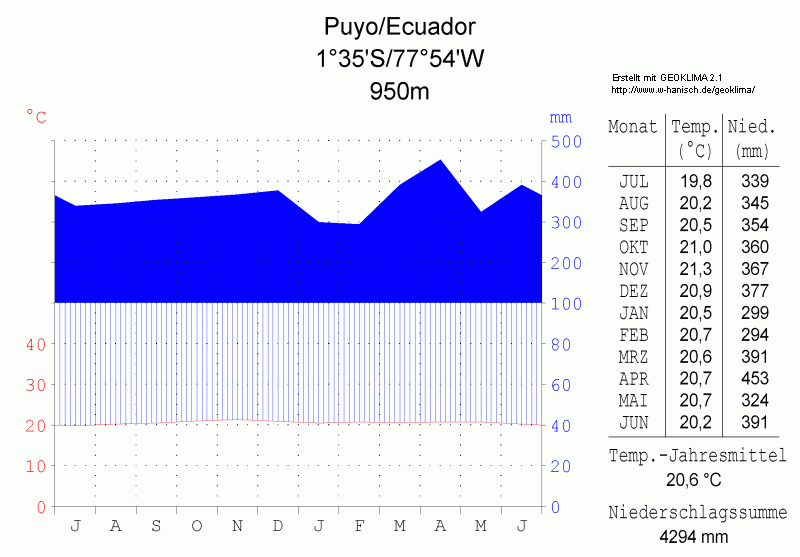
Klimadiagramm von Puyo im Oriente

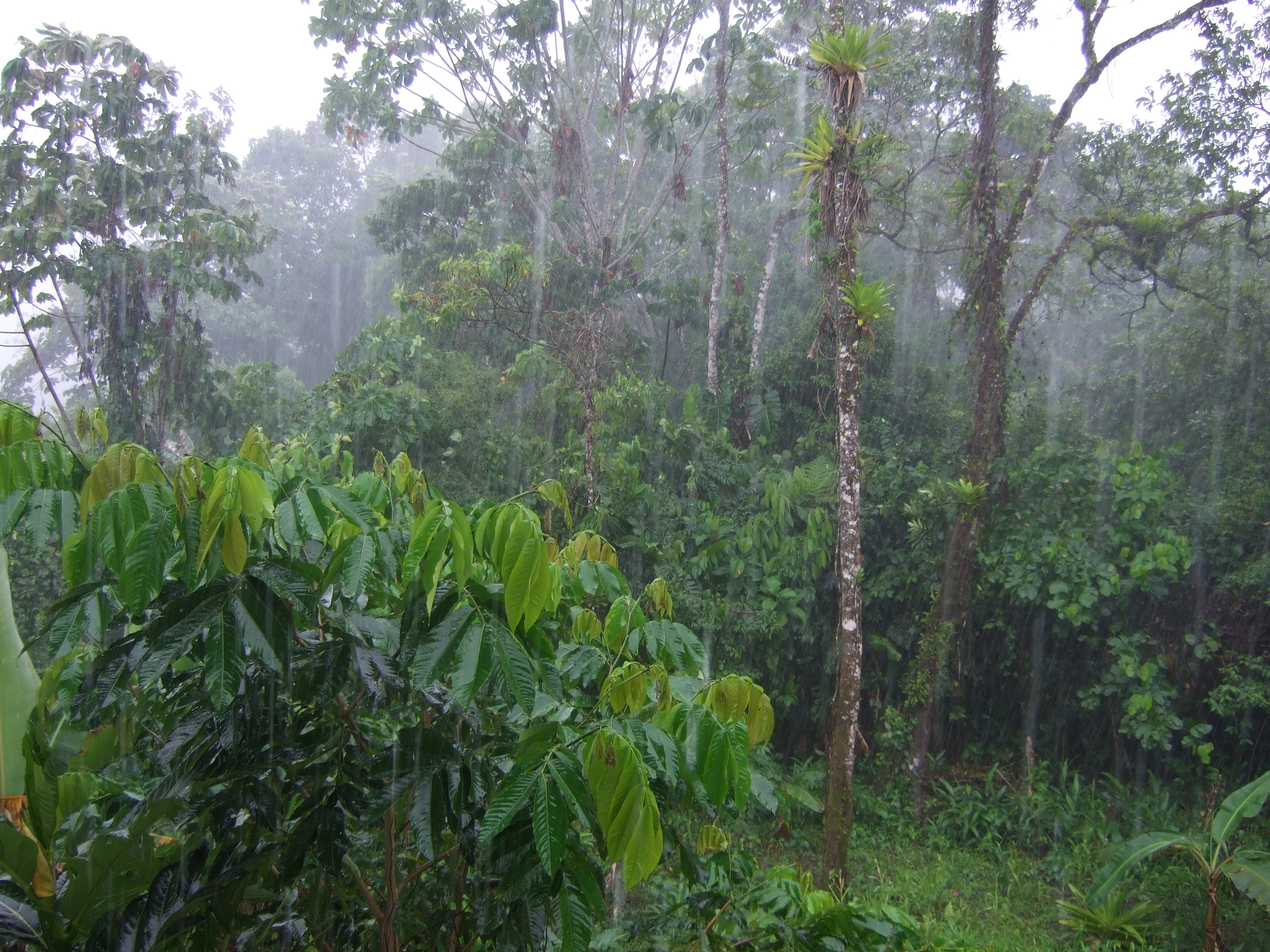
Tropischer Regen in Tena im Oriente

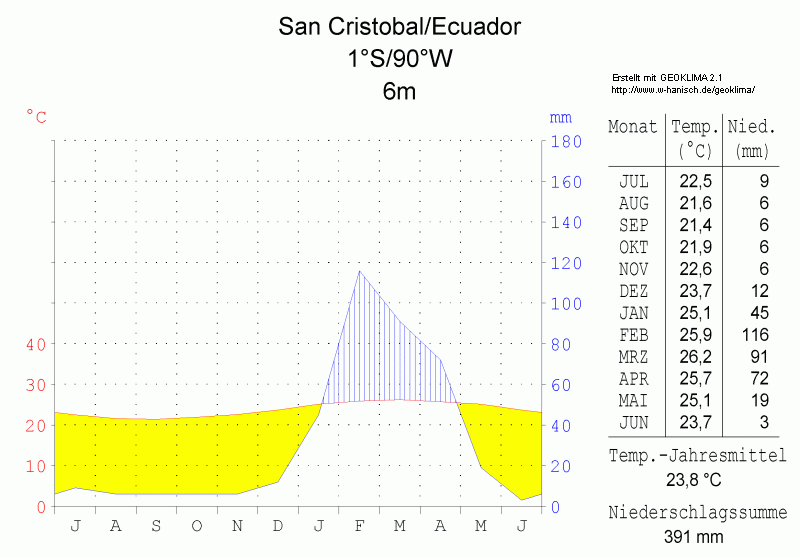
Klimadiagramm von Galápagos

Das Klima Ecuadors ist extrem vielfältig. Geprägt wird das Klima zum einen durch extreme regionale Temperaturunterschiede aufgrund unterschiedlicher Höhenlagen (0 bis 6310 m). Zum anderen sind die Niederschlagsmengen äußerst unterschiedlich, bedingt durch Unterschiede in der Topographie sowie durch den antarktischen Humboldt-Strom und in geringerem Maße durch nordäquatorialen Panamastrom. Aufgrund der Äquatornähe ist die Temperaturverteilung über das Jahr relativ gleichmäßig. Besonders in der Sierra gibt es ausgeprägte Tages-Nacht-Temperaturschwankungen. Die klimatischen Unterschiede sind selbst innerhalb kleiner Entfernung deutlich. So ist der Norden Quitos wesentlich wärmer und trockener als der Süden. Auch ist der Gipfel des Illiniza Sur vergletschert, während der benachbarte und praktisch gleich hohe Illiniza Norte meist schneefrei ist.

### Klimazonen
Entlang des Höhenprofils wird in Ecuador zwischen Tierra Caliente (bis 1000 m), Tierra Templada (bis 2000 m), Tierra Fría (bis 3000 m), Tierra Helada (bis 4800 m) und Tierra Nevada (darüber) unterschieden. Eine alternative Nomenklatur lautet Tierra Tropical / Tierra Montoñosa / Tierra Andina / Tierra Helada / Tierra Nevada. Innerhalb der ersten drei dieser Höhensektoren (bis 3000 m) unterscheidet sich das Klima durch sehr unterschiedliche Niederschlagsmengen, darüber sind alle Regionen niederschlagsreich. Innerhalb der Tierra Caliente gibt es feucht-tropisches Klima (Oriente, nördliche Küste von Esmeraldas), tropisches Monsunklima (südliche Küste von Esmeraldas und nördliche Küste von Manabí, Landesinnere von Guayas und Los Ríos), tropisches Savannenklima (Portoviejo, Guayaquil und El Oro) und tropisches Trockenklima (Küstenstreifen von Guayas). Innerhalb der Tierra Templada lässt sich subtropisch-feuchtes Klima (Zamora und Baez), subtropisch-halbfeuchtes Klima (Baños) und subtropisches Trockenklima (Chota-Tal, Guayllabamba und Macará) finden. Das Klima der Tierra Fría reicht von gemäßigt-feucht (südliches Quito) über gemäßigt-halbfeucht (Otavalo, nördliches Quito) bis gemäßigt trocken (Ibarra, Ambato).

### Regenzeiten
In der nördlichen Küstenregion mit tropischem Monsunklima gibt es eine ausgeprägte Regenzeit von Januar bis Mai. Im Andenhochland gibt es keine ausgeprägte Regenzeit, allerdings gelten die Monate von November bis Mai als die regenreicheren. Die Regenzeiten werden, trotz im Mittel leicht überdurchschnittlicher Temperatur, „Winter“ und die Trockenzeiten „Sommer“ genannt. In den letzten Jahren sind diese „Jahreszeiten“ immer unregelmäßiger aufgetreten. Viele Ecuadorianer sehen dies im Zusammenhang mit der globalen Erwärmung.

### Niederschlagsmengen
Im südlichen Küstenstreifen sind Niederschlagsmengen von unter 250 mm pro Jahr vorzufinden. An den Andenwesthängen der Costa kommen bis zu 5000 mm, an den Osthängen des Oriente sogar bis über 6000 mm Niederschlag vor. In der Sierra erleben die Talkessel lediglich 250–500 mm Niederschlag im Jahr, während Höhenlagen oft auf über 2000 mm kommen. Außer in extremen Höhen über 4800 m fällt der Niederschlag praktisch immer als Regen oder Hagel.

### Galapagos
Obwohl direkt auf dem Äquator gelegen, ist das Klima auf den Galápagos-Inseln nicht tropisch. In der ersten Jahreshälfte (Dezember/Januar bis Mai/Juni) dominiert der Nordostpassat, der milde Luft vom nordäquatorialen Panamastrom (24 bis 27 °C) bringt. In der zweiten Jahreshälfte dominieren Passatwinde aus dem Südosten und damit der kühle antarktische Humboldt-Strom (17 bis 20 °C). Das Klima aus kühlem Nebel und Nieselregen wird garúa genannt.

## Naturschutzgebiete

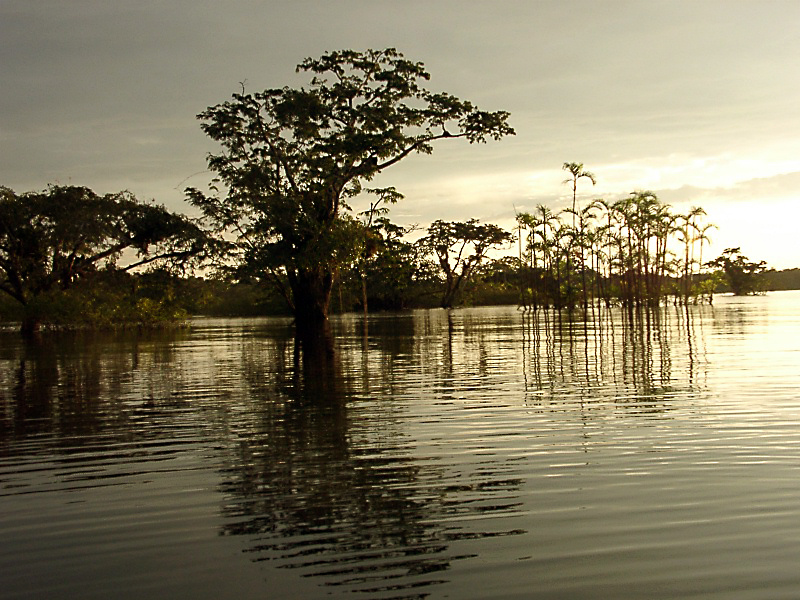
Cuyabeno-Reservat

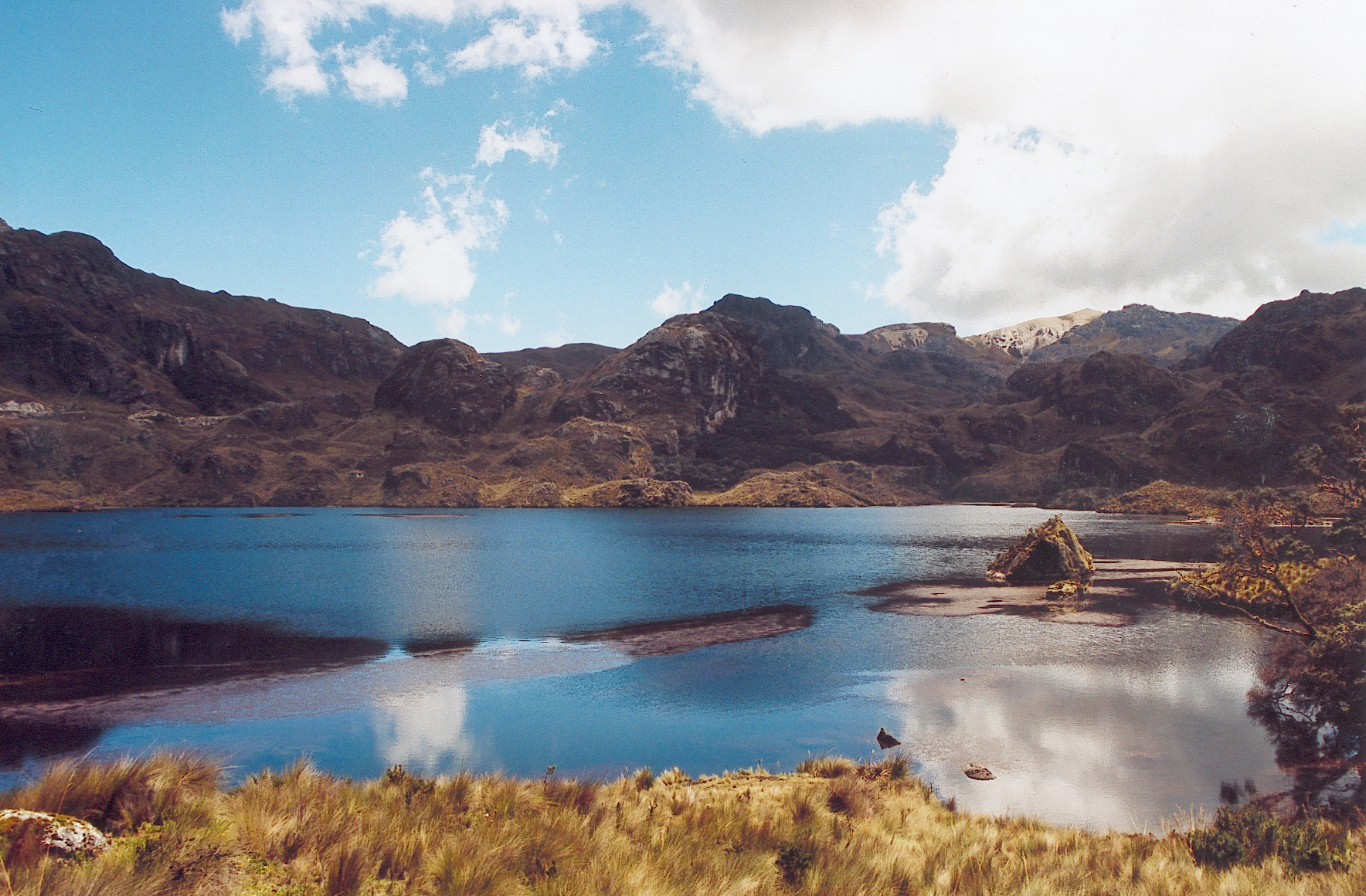
Cajas-Nationalpark

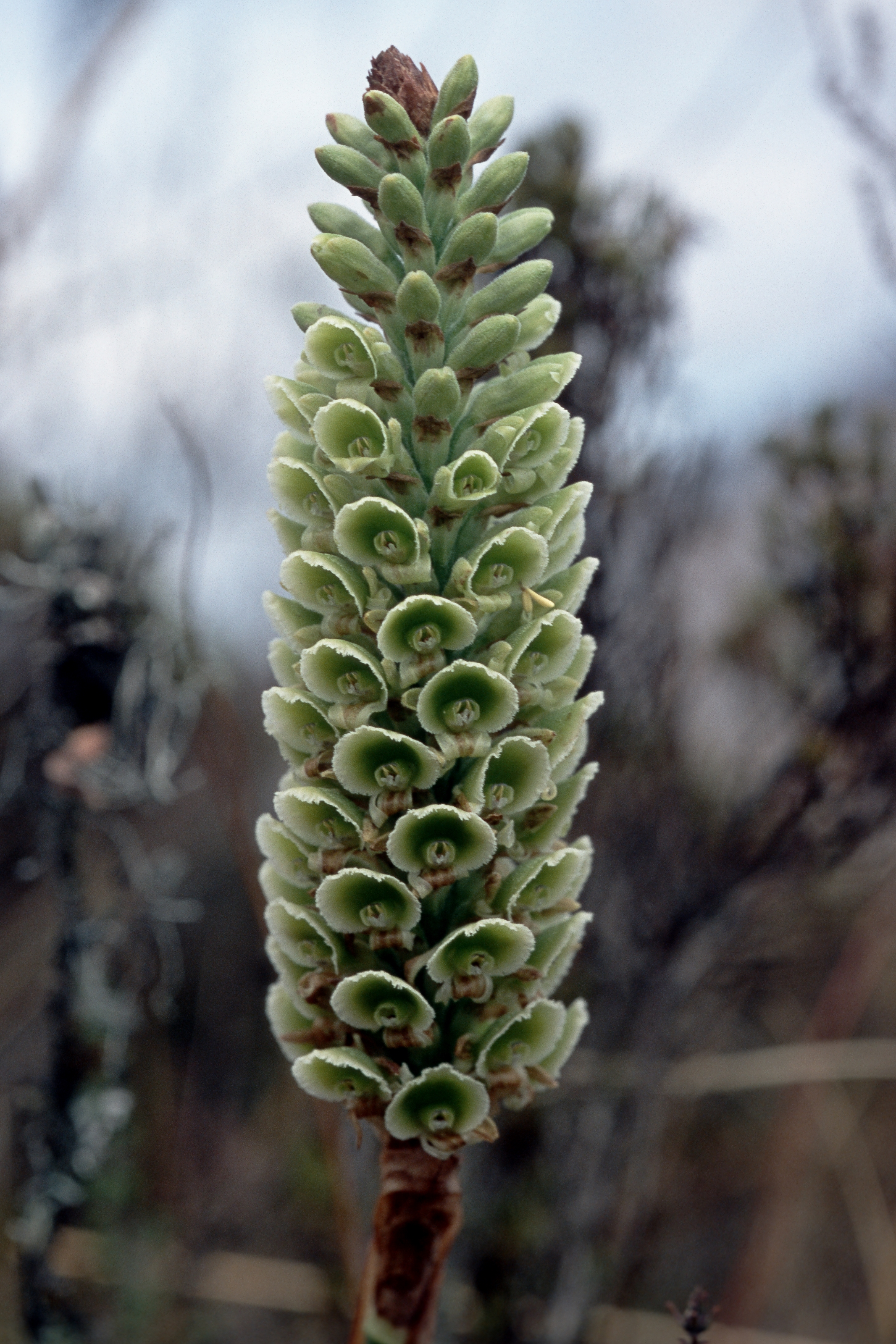
Altensteinia virescens (Orchideaceae), Pululahua

Die UNESCO hat drei Gebiete Ecuadors zu Biosphärenreservaten erklärt:
- die Galápagos-Inseln, im Pazifischen Ozean, ca. 65.000 ha
- den Nationalpark Yasuní, im östlichen Oriente, ca. 980.000 ha
- Sumaco, im westlichen Oriente nördlich von Tena, ca. 205.000 ha

In Ecuador gibt es neben den drei Biosphärenreservaten die folgenden 9 Nationalparks:
- Nationalpark El Cóndor
- Nationalpark Cajas, westlich von Cuenca
- Nationalpark Cotopaxi, in der Provinz Cotopaxi, östlich von Machachi
- Nationalpark Ilinizas, in Cotopaxi, westlich von Machachi
- Nationalpark Llanganates, zwischen Ambato und Tena
- Nationalpark Machalilla, in Manabí bei Puerto López
- Nationalpark Sangay, östlich von Ríobamba
- Nationalpark Podocarpus, südlich von Loja.

Darüber hinaus gibt es weitere, untergeordnete Naturreservate verschiedener Art (reservas ecológicas, reservas biológicas, reservas faunísticas, monumentos naturales, areas nacionales de recreación):
- Naturreservat Antisana
- Naturreservat Cayambe-Coca
- Naturreservat Chimborazo
- Naturreservat Cotacachi-Cayapas
- Wildtier-Reservat Cuyabeno, in Sucumbíos, östlich von Nueva Loja
- Naturreservat El Ángel
- Naturreservat Ilinizas
- Naturreservat Limoncocha
- Naturreservat Mache-Chindul-Kordillere
- Naturreservat Mangroven von Churute
- Naturreservat Mangroven von Mataje-Cayapas
- Pasochoa
- Boliche
- Geobotanik-Reservat Pululahua
- Santa Clara.

Kommt es zu Konflikten zwischen Naturschutz und wirtschaftlicher Nutzung, wird in Ecuador häufig letzterem der Vorrang gegeben. Momentan wird etwa eine Straße durch den Nationalpark Sangay gebaut.

## Berge und Vulkanismus
| Gipfel        | Höhe | Gebirge               | Provinz         |
| ------------- | ---- | --------------------- | --------------- |
| Chimborazo    | 6263 | Cordillera Occidental | Chimborazo      |
| Cotopaxi      | 5897 | Cordillera Central    | Cotopaxi        |
| Cayambe       | 5790 | Cordillera Central    | Pichincha       |
| Antisana      | 5758 | Cordillera Central    | Napo            |
| El Altar      | 5319 | Cordillera Central    | Chimborazo      |
| Iliniza Sur   | 5263 | Cordillera Occidental | Cotopaxi        |
| Sangay        | 5230 | Cordillera Central    | Morona Santiago |
| Iliniza Norte | 5116 | Cordillera Occidental | Pichincha       |
| Tungurahua    | 5023 | Cordillera Central    | Tungurahua      |
| Carihuairazo  | 5018 | Cordillera Occidental | Tungurahua      |

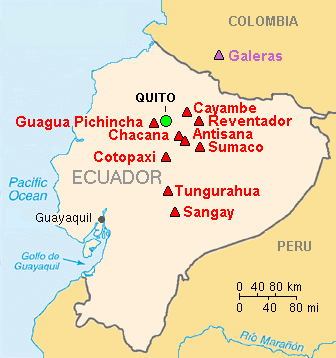
Lage der bekanntesten Vulkane in Ecuador

Die Anden verdanken ihre Existenz dem Zusammenprall zweier tektonischer Platten. Die Nazca-Platte schiebt sich von Kolumbien bis nach Patagonien mit etwa neun cm pro Jahr ostwärts, während die Südamerikanische Platte mit fünf cm im Jahr nach Westen wandert und sich über die Nazca-Platte schiebt. Die gesamten Andenkordillere ist als Subduktionszone Teil des Pazifischen Feuerrings. Direkte Folge davon in Ecuador ist eine große Zahl aktiver und erloschener Vulkane. Insgesamt wurden 55 Vulkane gezählt, davon 18 als aktiv eingestuft. Dagegen sind Erdbeben weniger häufig und weniger heftig als etwa in Chile. Der einzige noch aktive Vulkan der Cordillera Occidental ist der 4778 m hohe Guagua Pichincha westlich von Quito. Cotopaxi, Tungurahua und Sangay sind die aktiven Vulkane der Cordillera Central. Momentan werden elf Vulkane Ecuadors aktiv überwacht, davon der Cotopaxi, der Guagua Pichincha und der Tungurahua als gefährlich eingestuft.
Siehe auch Liste der Berge in Ecuador

## Verwaltungsgliederung
Der Staat Ecuador ist gegliedert in
- Provinzen (provincias)
- Kantone (cantones)

Verwaltungsgliederung von Ecuador

- Gemeinden / Parroquias (parroquias).

Im Jahr 2025 gibt es 24 Provinzen, 222 Kantone und etwa 1500 parroquias (die Zahl der parroquias ändert sich sehr häufig). Jeder Kanton hat ein oder mehrere urbane parroquias, die ein Municipio (also eine Stadt) als Hauptstadt bilden, und eine wechselnde Zahl ländlicher Gemeinden. Im Rahmen der Dezentralisation des ecuadorianischen Staates wählen die Bürger jeder Parroquia alle vier Jahre bei den Kommunalwahlen eine junta parroquial (Gemeindeversammlung), die gewisse Kompetenzen bei der Regelung des öffentlichen Lebens vor Ort hat. Im Hauptort (dem Municipio) gibt es einen Stadtrat.
| Nr. | Provinz                        | Hauptstadt                     | Region       | Bevölkerung   | Fläche in km² | Bevölkerungs- dichte | Bevölkerung 1950 | Bev.-Wachstum relativ zum Gesamtwachstum (294 %) in % |
| --- | ------------------------------ | ------------------------------ | ------------ | ------------- | ------------- | -------------------- | ---------------- | ----------------------------------------------------- |
| 1   | Azuay                          | Cuenca                         | Sierra       | 599.546       | 8.639         | 69                   | 250.975          | 47                                                    |
| 2   | Bolívar                        | Guaranda                       | Sierra/Costa | 169.370       | 3.254         | 52                   | 109.305          | 19                                                    |
| 3   | Cañar                          | Azogues                        | Sierra       | 206.981       | 3.908         | 53                   | 97.681           | 38                                                    |
| 4   | Carchi                         | Tulcán                         | Sierra       | 152.939       | 3.699         | 41                   | 76.595           | 34                                                    |
| 5   | Chimborazo                     | Riobamba                       | Sierra       | 403.632       | 5.287         | 76                   | 218.130          | 29                                                    |
| 6   | Cotopaxi                       | Latacunga                      | Sierra       | 349.540       | 6.569         | 53                   | 165.602          | 38                                                    |
| 7   | El Oro                         | Machala                        | Costa        | 349.540       | 5.988         | 58                   | 89.306           | 99                                                    |
| 8   | Esmeraldas                     | Esmeraldas                     | Costa        | 385.223       | 15.216        | 25                   | 75.407           | 140                                                   |
| 9   | Galápagos                      | Baquerizo Moreno               | Galapagos    | 18.640        | 8.010         | 2                    | 1.346            | 437                                                   |
| 10  | Guayas                         | Guayaquil                      | Costa        | ca. 4.076.034 | 20.503        | 210                  | 582.144          | 218                                                   |
| 11  | Imbabura                       | Ibarra                         | Sierra       | 344.044       | 4.599         | 75                   | 146.893          | 46                                                    |
| 12  | Loja                           | Loja                           | Sierra       | 404.835       | 11.027        | 37                   | 216.802          | 30                                                    |
| 13  | Los Ríos                       | Babahoyo                       | Costa        | 650.178       | 6.254         | 104                  | 150.260          | 113                                                   |
| 14  | Manabí                         | Portoviejo                     | Costa        | 1.186.025     | 18.400        | 64                   | 401.378          | 67                                                    |
| 15  | Morona Santiago                | Macas                          | Oriente      | 115.412       | 25.690        | 4                    | 21.046           | –                                                     |
| 16  | Napo                           | Tena                           | Oriente      | 79.139        | 13.271        | 6                    | 25.425           | –                                                     |
| 17  | Orellana                       | Coca                           | Oriente      | 86.493        | 20.733        | 4                    | 0                | –                                                     |
| 18  | Pastaza                        | Puyo                           | Oriente      | 61.779        | 29.520        | 2                    | 0                | –                                                     |
| 19  | Pichincha                      | Quito                          | Sierra       | ca. 2.108.817 | 12.938        | 185                  | 386.520          | 176                                                   |
| 20  | Santa Elena                    | Santa Elena                    | Costa        | ca. 235.000   | 3.763         | 63                   | 0                | -                                                     |
| 21  | Santo Domingo de los Tsáchilas | Santo Domingo de los Colorados | Sierra/Costa | ca. 280.000   | 3.857         |                      | 0                | -                                                     |
| 22  | Sucumbíos                      | Nueva Loja                     | Oriente      | 128.995       | 8.331         | 15                   | 0                | –                                                     |
| 23  | Tungurahua                     | Ambato                         | Sierra       | 441.034       | 3.333         | 132                  | 187.942          | 46                                                    |
| 24  | Zamora Chinchipe               | Zamora                         | Oriente      | 76.601        | 23.111        | 3                    | 0                | –                                                     |
|     | Costa                          |                                |              | 6.880.000     | 66.361        | 104                  | 1.298.495        | 146                                                   |
|     | Sierra                         |                                |              | 5.460.738     | 63.253        | 86                   | 1.856.445        | 66                                                    |
|     | Oriente                        |                                |              | 548.419       | 120.656       | 5                    | 46.471           | 121                                                   |
|     | Ecuador                        | Quito                          | –            | 12.907.797    | 258.280       | 50                   | 3.276.942        | 100                                                   |

## Städte

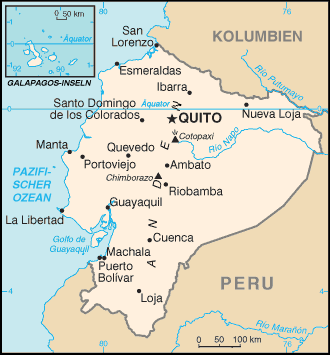
Karte von Ecuador

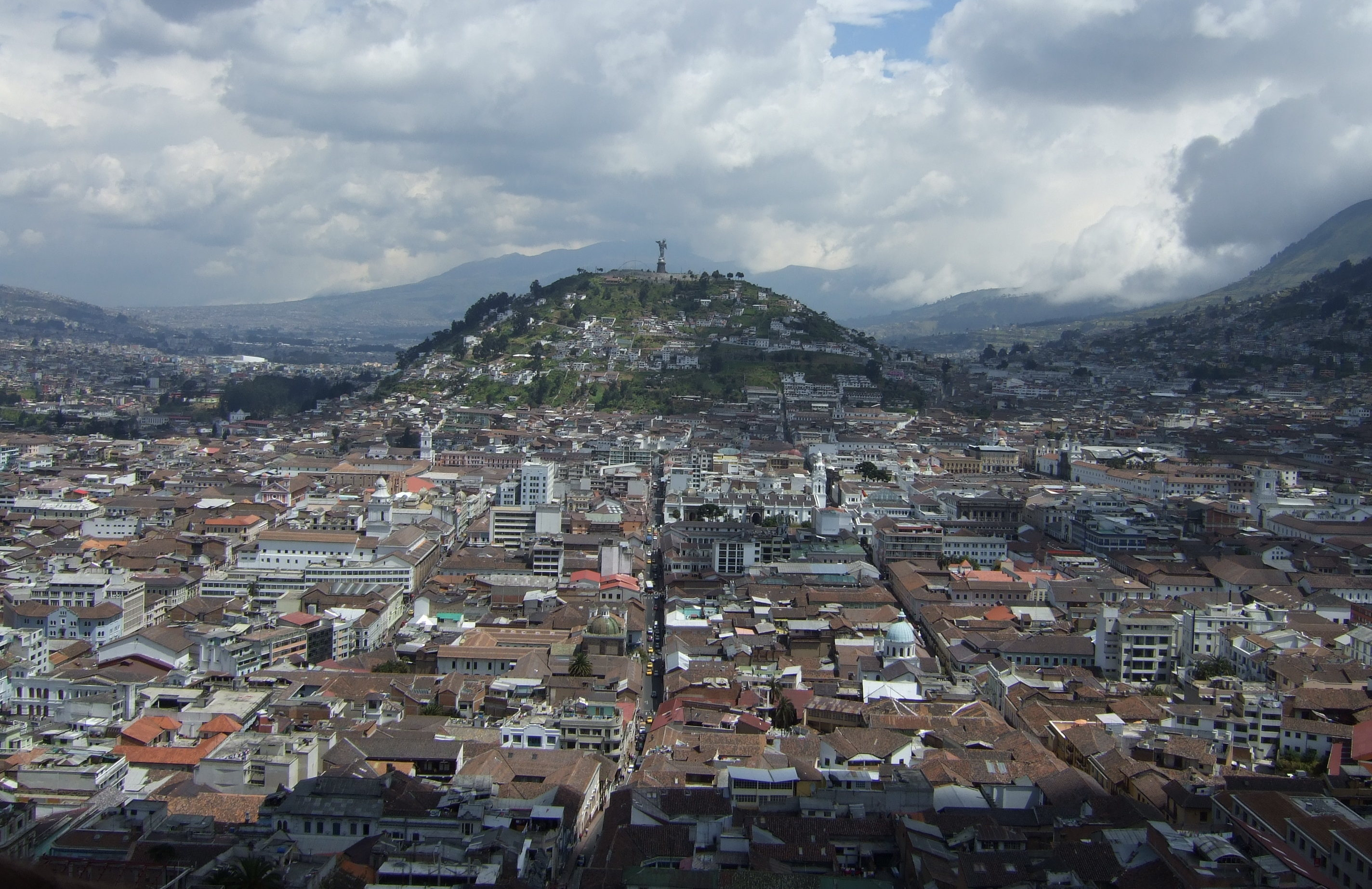
Altstadt von Quito

Die beiden mit Abstand größten Agglomerationen in Ecuador sind Guayaquil mit einer Einwohnerzahl von 3,3 Millionen und die Hauptstadt Quito mit einer Bevölkerung von 1,9 Millionen. Damit konzentrieren sich 43 % der Menschen des Landes in beiden Städten. Guayaquil ist das traditionelle Wirtschaftszentrum des Landes und besitzt den größten Hafen Ecuadors. Mehr als 60 % aller Ecuadorianer leben in den 15 größten Städten des Landes.
| Stadt         | Einwohner   | Einwohner   | Einwohner   | Einwohner   | Einwohner   | Provinz                        |
| Stadt         | Zensus 1982 | Zensus 1990 | Zensus 2001 | Zensus 2010 | Zensus 2022 | Provinz                        |
| ------------- | ----------- | ----------- | ----------- | ----------- | ----------- | ------------------------------ |
| Guayaquil     | 1.199.344   | 1.508.444   | 1.985.379   | 2.278.691   | 2.650.288   | Guayas                         |
| Quito         | 866.472     | 1.100.847   | 1.399.378   | 1.607.734   | 1.763.275   | Pichincha                      |
| Cuenca        | 152.406     | 194.981     | 277.374     | 329.928     | 361.524     | Azuay                          |
| Santo Domingo | 69.235      | 114.422     | 199.827     | 270.875     | 334.826     | Santo Domingo de los Tsáchilas |
| Durán         | 51.023      | 82.359      | 174.531     | 230.839     | 295.211     | Guayas                         |
| Machala       | 105.521     | 144.197     | 204.578     | 231.260     | 288.072     | El Oro                         |
| Manta         | 100.338     | 125.505     | 183.105     | 217.553     | 258.697     | Manabí                         |
| Portoviejo    | 102.628     | 132.937     | 171.847     | 206.682     | 244.129     | Manabí                         |
| Loja          | 71.652      | 94.305      | 118.532     | 170.280     | 203.496     | Loja                           |
| Quevedo       | 67.023      | 86.910      | 120.379     | 150.827     | 177.792     | Los Ríos                       |

Siehe auch Liste der Städte in Ecuador

## Bevölkerung

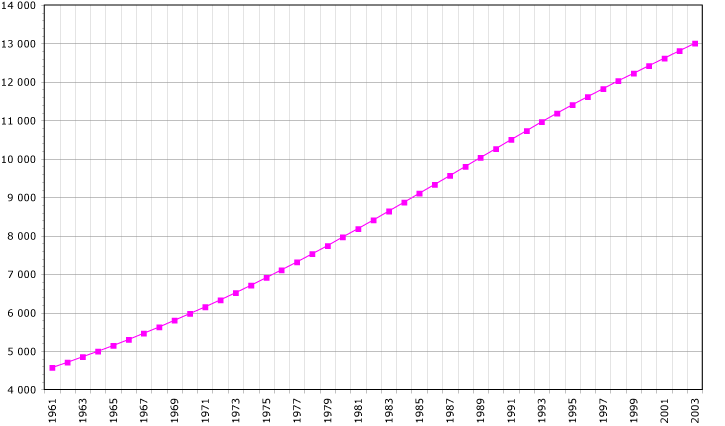
Bevölkerungsentwicklung seit 1961

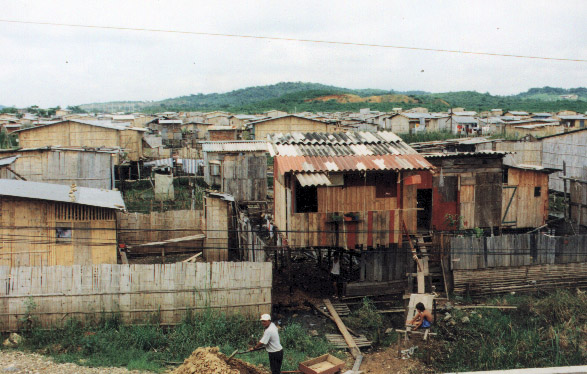
Marginalsiedlung „bastión Popular“ in Guayaquil (2002)

Ecuador hat knapp 14 Millionen Einwohner und gehört damit zu den mittleren Staaten Südamerikas. Die Bevölkerung ist halb so groß wie diejenige Perus, gut ein Viertel so groß wie die Kolumbiens, fast doppelt so groß wie die Boliviens und weniger als ein Fünftel so groß wie die Deutschlands. Etwa 40 % der Bevölkerung ist unter 15 Jahre und nur 5 % über 65. Das Durchschnittsalter liegt bei 23 Jahren (in Deutschland bei 42) – in Südamerika sind nur die Bolivianer und die Paraguayer jünger. Die Lebenserwartung liegt mit 73 Jahren für Männer nur drei Jahre unter der Deutschlands. Die arbeitende Bevölkerung beträgt gut vier Millionen Menschen. Die durchschnittliche Bevölkerungsdichte beträgt 50 Einwohner pro km²; damit hat Ecuador damit die höchste Bevölkerungsdichte Südamerikas – mehr als Kolumbien, doppelt so viel wie Peru und sechs Mal so viel wie Bolivien. Allerdings macht die ungleiche Verteilung und die starke Urbanisierung diese Angabe relativ bedeutungslos: Im Oriente beträgt die Bevölkerungsdichte lediglich 4 Einwohner pro km². Das Bevölkerungswachstum ist in den letzten Jahrzehnten von etwa drei Prozent pro Jahr – einem der höchsten Werte Lateinamerikas – auf 1,5 Prozent zurückgegangen, immer noch eine der höchsten Raten Südamerikas.

### Verlagerung von Sierra zu Costa
1820 hatte Ecuador etwas mehr als eine halbe Million Einwohner und um 1900 etwa eine Million. Seit dem letzten Drittel des 19. Jahrhunderts erlebt das Land eine drastische und langfristige Bevölkerungsverschiebung von der Sierra zur Costa. Bis ins mittlere 19. Jahrhundert lebten noch 80 – 90 % der Ecuadorianer in der Sierra und lediglich 10 – 20 % in der Costa. Innerhalb der Sierra befanden sich fast alle Siedlungen in den einfach zu bebauenden Talkesseln. 1950 betrug das Verhältnis Sierra/Costa noch 58 zu 41 %, 1990 schon 49 zu 47 % und 2005 deutliche 38 zu 51 %. Seit den frühen 1970er Jahren ist die Costa die bevölkerungsreichste Region Ecuadors. Grund dafür sind die landwirtschaftlichen Booms von Kakao zwischen 1880 und 1925 sowie von Bananen zwischen 1947 und den 1960er Jahren. Ein weiterer Grund ist die Anziehungskraft des Industrie- und Handelszentrums Guayaquil.

### Verstädterung

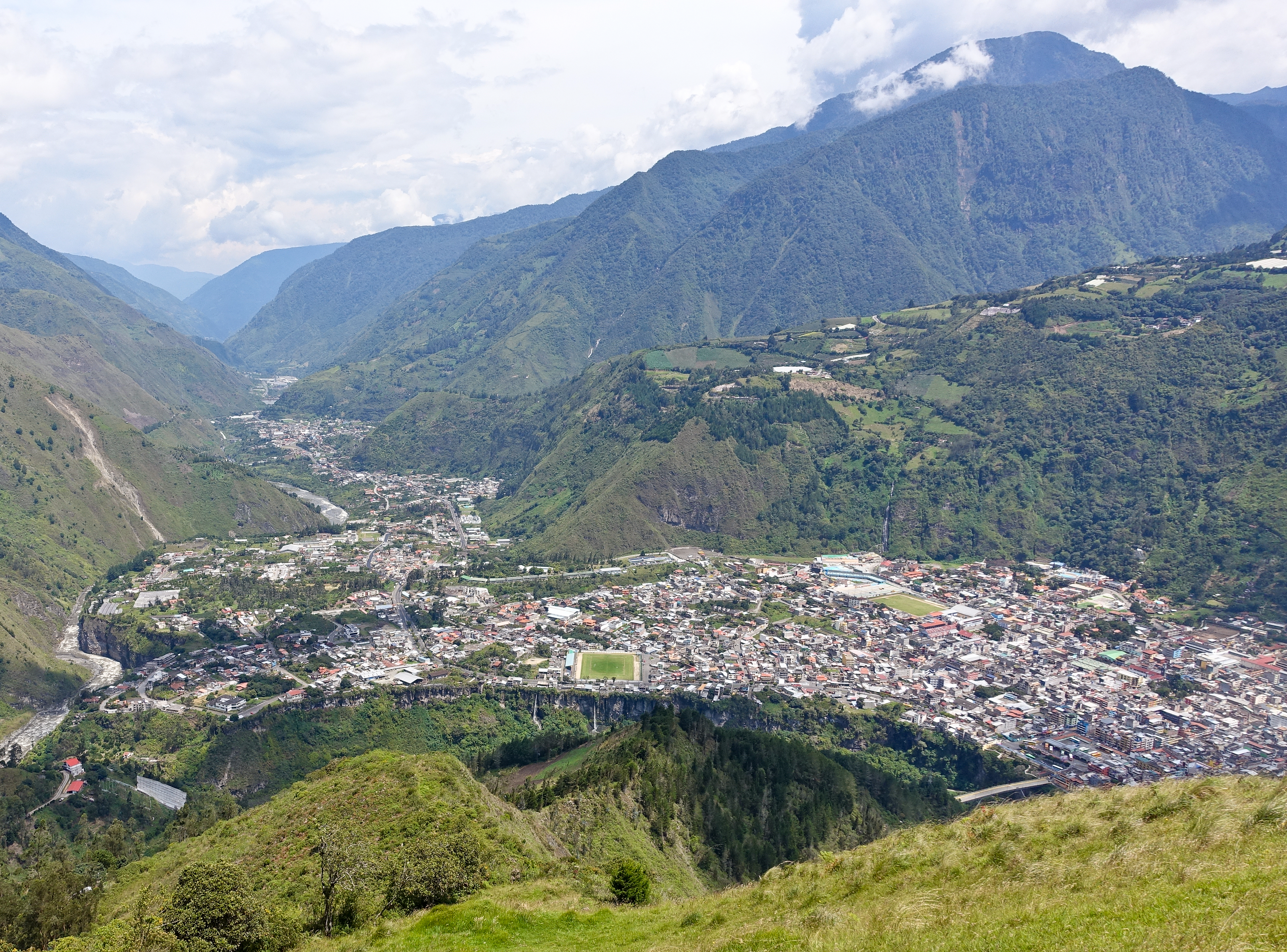
Baños, Stadt in der zentralen Sierra

Seit Mitte des 20. Jahrhunderts wird die Bevölkerungswanderung von Sierra zu Costa von einem zweiten Phänomen überlagert: Der Wanderung von ruralen Gegenden in urbane Zentren, allen voran nach Quito und Guayaquil. So ging der Anteil der Sierra-Provinzen an der Gesamtbevölkerung seit 1950 von 58 % auf 38 %, der Anteil Pichinchas (dessen Hauptstadt Quito ist) stieg dagegen von 12 % auf 17 %. Der Anteil der Costa-Provinzen stieg von 40 % auf 51 %, aber für den Anstieg war alleine Guayas (mit Guayaquil) verantwortlich, dessen Anteil von 18 % auf 31 % hochschnellte; die anderen Costa-Provinzen verloren relativ an Bevölkerung. Trotz der rapiden Verstädterung ist die Urbanisierung Ecuadors mit 61 % eine der niedrigsten Südamerikas, nur Paraguay und Guayana sind weniger verstädtert.

### Internationale Arbeitsemigration
In den letzten 40 Jahren sind etwa 2,5 Millionen Ecuadorianer als Arbeitsmigranten ausgewandert, mehr als die Hälfte der heutigen Arbeitsbevölkerung des Landes. Obwohl diese Bevölkerungsverschiebung nicht die Ausmaße der Urbanisierung und auch nicht die Land-Land-Wanderung innerhalb Ecuadors erreicht, bedeutet dies relativ eine der größeren Emigrationsbewegungen der modernen Geschichte. Die wichtigsten Ziele sind die USA, Spanien, Italien, die Benelux-Länder, Großbritannien, Kanada, Chile und die Schweiz. In Spanien leben etwa 800.000 Ecuadorianer und in spanischen Schulen bilden Ecuadorianer noch vor Marokkanern die größte Minderheit. Andere Autoren nennen 500.000 Ecuadorianer in Spanien, von denen gerade einmal 180.000 eine Aufenthaltserlaubnis haben. In New York bilden 600.000 Ecuadorianer die größte lateinamerikanische Bevölkerungsgruppe. Damit ist New York die drittgrößte Stadt Ecuadors. Weitere 100.000 leben jeweils in Chicago und Los Angeles, weitere 60.000 in Washington, D.C. In Italien leben 60.000–120.000 Ecuadorianer. Einer Umfrage aus dem Jahr 2002 zufolge wünschen 45 % der erwachsenen Bevölkerung auszuwandern. Die Auswanderer sind typischerweise zwischen 18 und Mitte 30 und beinahe ein Drittel der Auswanderer aus Städten hat eine Hochschulausbildung. So hat Ecuador insgesamt etwa 200.000 gut ausgebildete Arbeitskräfte und Bürger verloren.

### Sprache und Religion
Neben der Amtssprache Spanisch besitzt auch Kichwa (auch Quichua) mit etwa zwei Millionen Sprechern große Bedeutung, vor allem in der Sierra und dem Oriente. Kichwa ist ein Dialekt des Quechua, der lingua franca der Inkas, den diese nach der Eroberung der Region im 15. Jahrhundert eingeführt haben. Daneben werden in der nördlichen Costa und im Oriente auch noch einige lokale indigene Sprachen und Dialekte gesprochen. Am verbreitendsten davon ist Shuar aus dem südlichen Oriente und Chibchan. Mehr als 90 % der Bevölkerung gibt römisch-katholisch als Glaubensrichtung an. Die Katholische Kirche Ecuadors gilt als eine der konservativsten Lateinamerikas.
Siehe auch: Geschichte Ecuadors

### Ethnische Zusammensetzung
Die ethnische Zusammensetzung des Landes ist äußerst heterogen, eine Quantifizierung ist allerdings sehr schwierig. Generell lässt sich sagen, dass, wie in den anderen Andenstaaten, der Anteil der indigenen Bevölkerung sehr hoch ist. Das lässt sich zum einen durch die dichte Besiedlung durch indigene Bevölkerungen unter der Herrschaft der Inkas erklären, andererseits dadurch, dass es nach Ecuador, außer aus Spanien, kaum europäische Einwanderung gab – anders als etwa in Argentinien, Uruguay, Brasilien oder Chile. Laut dem Zensus 2004 sind 20 % der Bevölkerung Indígenas, 35 % Mestizen, 25 % europäischer Abstammung, 15 % Mulatten und 5 % Afroamerikaner. Nach Angaben der Indígena-Organisation CONAIE beträgt der Anteil der indígenas bis zu 50 %. Andere schätzen den Anteil der indigenen Bevölkerung auf 40 %, den der Mestizen auf weitere 40 %, den der Menschen mit europäischer Abstammung auf 10–15 % und den der Afroamerikaner auf 5–10 %.
Auch hinsichtlich der ethnischen Zusammensetzung der Bevölkerung gibt es große regionale Unterschiede: Während der Anteil der kichwasprachigen indigenen Bevölkerung in der Sierra besonders hoch ist, konzentrieren sich die Menschen mit afrikanischer Herkunft in der Provinz Esmeraldas sowie im Chota-Tal (Provinzen Imbabura und Carchi) im Nordwesten des Landes. In der Costa gibt es mehr Mestizen, die kulturell und sprachlich stärker assimiliert sind, und nur noch wenige kulturell autonome indigene Kulturen. Im Oriente leben noch Tiefland-Quechua, Siona, Secoya, Huaorani und Cofán weitgehend traditionell. In der Sierra trifft dies auf die Otavalos- und die Salasacan-Kulturen zu.